# Mario Kart 8
Mario Kart 8 (マリオカート8, Mario Kāto Aito) és un videojoc de curses per a la Wii U desenvolupat per Nintendo EAD Group No. 1 i Bandai Namco Games. Va ser presentat a la fira Electronic Entertainment Expo (E³) de 2013.
És el desè joc en la sèrie Mario Kart, el vuitè en la subsèrie principal. El videojoc manté la jugabilitat dels Mario Kart normals, però es recuperen elements d'anteriors versions com el viatge sota aigua i en ala delta de Mario Kart 7 i s'hi afegeix el viatge antigravitatori i la tria de quads en la funció de personalització de karts la versió anterior.
Es va llançar al mercat el 2014. Durant el seu llançament es va publicar contingut addicional en forma d'actualitzacions amb noves funcions i nous circuits de pagament.
Del 25 al 31 de maig de 2014 va esdevenir el segon videojoc més venut al Regne Unit. Això es deu, a part d'altres factors, al màrqueting promogut per promocionar el joc. De 29 de maig a 1 de juny, el joc va vendre 1,2 milions d'unitats al món, sent el videojoc de Wii U que ha venut més ràpidament fins aleshores. Fins al 27 de juny se'n van vendre dos milions. Va fer augmentar un 479% les vendes de Wii U al Regne Unit respecte al juny del 2014 i el juny del 2013.
El 28 d'abril de 2017 va sortir per a la Nintendo Switch un port millorat anomenat Mario Kart 8 Deluxe.

## Jugabilitat

### Aspectes generals
El videojoc té s'assembla als Mario Kart normals. Els karts tenen el disseny semblant al de Mario Kart 7, amb planadors d'aquest videojoc. Les bicicletes i les motos, que no han aparegut des de Mario Kart Wii, marquen un retorn. També torna el viatge per terra, mar (amb l'hèlix) i aire (amb l'ala delta) com en Mario Kart 7, però s'hi afegeix el viatge per llocs anti-gravitatoris com pel sostre, com també poden ser altres superfícies com núvols. Per entrar en gravetat zero, és necessari per activar les rodes aplanades del vehicle, de manera que es pot executar a través de parets o fins i tot el sostre d'alguns circuits.
L'Spin Turbo consisteix que, al circular cap per avall o per parets, els jugadors podran aconseguir una accelerada en xocar contra altres participants o obstacles.
Les monedes, introduïdes a Super Mario Kart i tornant a Mario Kart: Super Circuit i Mario Kart 7, també hi retornen, i com en l'entrega de 3DS el jugador pot només col·leccionar fins a deu monedes en un recorregut, que fa més ràpid el kart. També té el mode de personalitzar-los com en Mario Kart 7, on se'ls poden canviar de rodes, l'ala delta i el cos; 54 articles estan disponibles.Aquests es podran preparar per a fer derrapades i bots, i aterratges amb l'ala delta. Aquest últim es podrà fer amb unes rodes fosforescents que no serviran per a moure el vehicle.
El joc també integra el Wii U GamePad. Es pot jugar amb el GamePad sense la engegar el televisor). Amb el GamePad també pot activar i desactivar el giroscopi.
A més, si el jugador cau per la vora de la pista, Lakitu els recollirà i els deixarà de nou a la pista. Això fa que impliqui errors com caure en àrees impossibles.
La gestió de punts funciona de manera similar a Mario Kart Wii, excepte que cada corredor obté almenys un punt en el mode Grand Prix. A continuació es mostra un gràfic de la comparació dels punts diferencials entre aquestes vuit entregues:
| Comparació de punts guanyats en el mode Grand Prix en les entregues Mario Kart | Comparació de punts guanyats en el mode Grand Prix en les entregues Mario Kart | Comparació de punts guanyats en el mode Grand Prix en les entregues Mario Kart | Comparació de punts guanyats en el mode Grand Prix en les entregues Mario Kart | Comparació de punts guanyats en el mode Grand Prix en les entregues Mario Kart | Comparació de punts guanyats en el mode Grand Prix en les entregues Mario Kart | Comparació de punts guanyats en el mode Grand Prix en les entregues Mario Kart | Comparació de punts guanyats en el mode Grand Prix en les entregues Mario Kart | Comparació de punts guanyats en el mode Grand Prix en les entregues Mario Kart | Comparació de punts guanyats en el mode Grand Prix en les entregues Mario Kart | Comparació de punts guanyats en el mode Grand Prix en les entregues Mario Kart | Comparació de punts guanyats en el mode Grand Prix en les entregues Mario Kart | Comparació de punts guanyats en el mode Grand Prix en les entregues Mario Kart |
| | 1r                                                                             | 2n                                                                             | 3r                                                                             | 4t                                                                             | 5è                                                                             | 6è                                                                             | 7è                                                                             | 8è                                                                             | 9è                                                                             | 10è                                                                            | 11è                                                                            | 12è                                                                            |
| --- | ------------------------------------------------------------------------------ | ------------------------------------------------------------------------------ | ------------------------------------------------------------------------------ | ------------------------------------------------------------------------------ | ------------------------------------------------------------------------------ | ------------------------------------------------------------------------------ | ------------------------------------------------------------------------------ | ------------------------------------------------------------------------------ | ------------------------------------------------------------------------------ | ------------------------------------------------------------------------------ | ------------------------------------------------------------------------------ | ------------------------------------------------------------------------------ |
| Super Mario Kart Mario Kart 64 Mario Kart: Super Circuit | 9                                                                              | 6                                                                              | 3                                                                              | 1                                                                              | 0                                                                              | 0                                                                              | 0                                                                              | 0                                                                              | -                                                                              | -                                                                              | -                                                                              | -                                                                              |
| Mario Kart: Double Dash!! Mario Kart DS | 10                                                                             | 8                                                                              | 6                                                                              | 4                                                                              | 3                                                                              | 2                                                                              | 1                                                                              | 0                                                                              | -                                                                              | -                                                                              | -                                                                              | -                                                                              |
| Mario Kart Wii | 15                                                                             | 12                                                                             | 10                                                                             | 8                                                                              | 7                                                                              | 6                                                                              | 5                                                                              | 4                                                                              | 3                                                                              | 2                                                                              | 1                                                                              | 0                                                                              |
| Mario Kart 7 | 10                                                                             | 8                                                                              | 6                                                                              | 5                                                                              | 4                                                                              | 3                                                                              | 2                                                                              | 1                                                                              | -                                                                              | -                                                                              | -                                                                              | -                                                                              |
| Mario Kart 8 | 15                                                                             | 12                                                                             | 10                                                                             | 9                                                                              | 8                                                                              | 7                                                                              | 6                                                                              | 5                                                                              | 4                                                                              | 3                                                                              | 2                                                                              | 1                                                                              |
| Color verd vol dir que és un resultat de victòria (grans aplaudiments, animen al personatge), millor música després de la cursa Color groc-llima significa resultats moderats (aplaudiments lleus, moderada reacció dels personatges), mateixa música en Wi-Fi com el guanyador (diferent en el mode Grand Prix de Mario Kart DS.) Color normal significa resultats perdedors, música perdedora. En Super Mario Kart i Mario Kart: Super Circuit, les forces de cinquè o pitjor jugador per tornar a intentar la carrera. Si les tarifes de regata així de malament en quatre ocasions, el Grand Prix s'ha d'iniciar de nou. En Mario Kart 64, les forces de cinquè o pitjor jugador per tornar a intentar la carrera, però sense les restriccions sobre el nombre de vegades que el jugador pot tornar a intentar una carrera. Començant amb Mario Kart: Double Dash!! per entregues recents incloent aquest, el Grand Prix normalment surt. |                                                                                |                                                                                |                                                                                |                                                                                |                                                                                |                                                                                |                                                                                |                                                                                |                                                                                |                                                                                |                                                                                |                                                                                |

El videojoc funciona amb seixanta fotogrames per segon, tot i que alguns cops pot baixar a 30.
Si el jugador se les arregla per vèncer els fantasmes dels creadors de Mario Kart 8, pot fer un segell únic per adornar els seus missatges a la xarxa social Miiverse. En total n'hi poden haver fins a 90, a l'estil de Super Mario 3D World i NES Remix.

### Modes

#### Un jugador
El mode d'un jugador de Mario Kart 8 disposa dels següents modes:
- Grand Prix (Gran Premi). En aquest mode, el jugador ha de triar una de les vuit copes disponibles amb quatre nivells en cadascun, en tres tipus de dificultat (50cc, 100cc i 150cc, i 200cc -una estrena a la sèrie- a partir d'una actualització el 23 d'abril de 2015)[14] i es guanyen en forma de copes en diferents nivells d'estrella (el 3 és el màxim). Aquest mode conserva algunes característiques ja conegudes en la resta d'entregues com l'alliberament de noves pistes i personatges en funció del rendiment del jugador en les Copes.[15]
- Time Trial (contrarellotge individual)[15] Aquí, es pot establir nous registres de temps en cada un dels circuits del joc, desafiant els fantasmes d'altres jugadors o fins i tot els desenvolupadors de Mario Kart 8; guanyant el fantasma d'un desenvolupador, s'obté un segell únic a utilitzar en els missatges a la xarxa social Miiverse. Així que sempre hi ha nous reptes, hi ha l'opció de descarregar nous fantasmes d'usuaris de Miiverse i córrer contra ells.[15]
- Mode Vs.. Versus (comunament abreujat com VS.), permet competir contra l'equip funciona en qualsevol circuit que ja ha llançat en els controladors en mode Grand Prix. Un detall és que es pot personalitzar diferents regles per a cada carrera.[15]
- Battle Mode torna a Mario Kart 8,[16] un mode amb l'objectiu de derrotar a tots els altres jugadors
  - S'hi inclou només la batalla de globus, Balloon Battle, en què s'ha d'intentar petar els globus d'altres jugadors i d'intentar preservar els seus.[16] En lloc de córrer en espais dissenyats específicament per a la manera de batalla, els jugadors s'enfronten en alguns circuits del joc, i vuit d'ells van ser confirmats fins a la data: Wii Moo Moo Meadows, GCN Dry Dry Desert, SNES Donut Plains 3, N64 Toad's Turnpike, Mario Circuit, Toad Harbor, GCN Sherbet Land i N64 Yoshi Valley.[15]
- Mirror Mode és un mode que torna de totes les entregues de la sèrie Mario Kart excepte Super Mario Kart en què els jugadors circulen pels circuits però en sentit contrari.[17] És desbloquejable, i també es pot utilitzar com un conjunt de regles per tornejos en línia.

#### Multijugador
Com en l'entrega de Wii, fins a dotze jugadors poden participar en una partida multijugador. A més, en el mode de 2 jugadors, la pantalla es dividirà per la meitat en vertical en comptes de la divisió horitzontal que es fa servir en altres Mario Kart, una característica que inicialment estava destinada a ser a Mario Kart 64.
El multijugador en línia (1 jugador o 2 jugadors) es pot jugar amb els amics, els jugadors prop de certes regions, o amb qualsevol altre competidor en el món; els jugadors també poden crear els seus propis tornejos en línia, amb una immensa personalització de regles; hi ha fins i tot xat de veu i de missatges preparats. És possible encara descarregar fantasmes en línia per intentar batre el rècord d'altres jugadors al circuit de joc. Pot competir en carreres o batalles contra els competidors en la seva àrea o en qualsevol part del món. Sales d'espera privades poden ser creades per als amics, i són fàcils d'usar i ràpid d'instal·lar, a més que poden entrar en el joc d'un amic que ja s'està reproduint. Pot crear seus propis tornejos en línia, la personalització d'una àmplia varietat de regles, inclosa la durada de cada un (diària, setmanal, o pel període que desitja) torneig. A més, hi ha l'opció de viatjar en els tornejos de la comunitat, on només un grup específic de jugadors pot entrar.

#### Mario Kart TV
|  | Aquesta secció tracta de la secció del videojoc. Si cerqueu el lloc web/app amb el mateix nom que també està enllaçat amb aquest mode, vegeu Mario Kart 8#Mariokart.tv. |

Mario Kart TV és semblant al Canal Mario Kart de Mario Kart Wii. Mitjançant el mode «Mario Kart TV", els jugadors tindran l'oportunitat de veure vídeos d'emocionants jocs jugats pels altres en tot el món, o enviar les seves millors fotografies que es mostraran en aquesta «emissora en línia"; mentre veu els vídeos, espot jugar amb la seva velocitat en accelerar o desaccelerar la pantalla; els vídeos després es poden publicar a Miiverse o a YouTube. Després de cada carrera o batalla, s'allibera l'accés a un menú que mostra els millors moments del partit. Els jugadors poden veure tot el vídeo o editar els clips de 30 o 60 segons, centrant-se en elements com a elements d'acció, els sobrecostos i altres.

### Personatges jugables
Estan anunciats un total de 30 personatges, més 7 dels quals (els Koopalings, els fills d'en Bowser) que s'estrenen per primer cop a la sèrie Mario Kart, i 3 més s'estrenen com a personatges absoluts, que són desbloquejables. Mario Kart 8 és el videojoc amb més personatges de la sèrie desbancant a Mario Kart Wii, amb 25.
En la taula tots els personatges estan classificats en ser com una ploma, lleugers, com un "creuer", de pes normal, pesants, súper pesants, metall i personalitzat.
| Lleugers              | Mitjans            | Pesants                | Personalitzat |
| --------------------- | ------------------ | ---------------------- | ------------- |
| Toad                  | Mario              | Bowser                 | Mii***        |
| Koopa Troopa          | Luigi              | Donkey Kong            |               |
| Shy Guy               | Princesa Peach     | Wario                  |               |
| Baby Mario            | Princesa Daisy     | Waluigi                |               |
| Baby Luigi            | Yoshi              | Rosalina               |               |
| Baby Peach            | Iggy Koopa**       | Metal Mario            |               |
| Baby Daisy            | Ludwig von Koopa** | Pink Gold Peach**      |               |
| Lakitu****            |                    | Roy Koopa**/****       |               |
| Toadette****          |                    | Morton Koopa Jr**/**** |               |
| Baby Rosalina*/****   |                    |                        |               |
| Lemmy Koopa**/****    |                    |                        |               |
| Larry Koopa**/****    |                    |                        |               |
| Wendy O. Koopa**/**** |                    |                        |               |

*Personatges que marquen un debut absolut.

**Personatges que es podran controlar per primer cop a la sèrie Mario Kart. Són els Koopalings (los esbirros de Bowser en espanyol).

***La classificació del Mii segons el pes varia segons la grandària del personatge.

****Personatge desbloquejables sense seguir un criteri establert.
Les estadístiques (sobre 6) són:
| Classe de pes                                                                         | Velocitat                         | Acceleració                       | Pes                               | Maneig                            | Agafar                            |
| ------------------------------------------------------------------------------------- | --------------------------------- | --------------------------------- | --------------------------------- | --------------------------------- | --------------------------------- |
| Lleugers (Baby Mario, Baby Luigi, Baby Peach, Baby Daisy, Baby Rosalina, Lemmy Koopa) | 2.25                              | 3.25                              | 2.25                              | 4.75                              | 4.5                               |
| Lleugers (Toad, Koopa Troopa, Shy Guy, Lakitu, Toadette, Larry Koopa, Wendy Koopa)    | 2.75                              | 3                                 | 2.75                              | 4.25                              | 4.25                              |
| Mitjans (Princesa Peach, Princesa Daisy, Yoshi)                                       | 3.25                              | 2.75                              | 3.25                              | 3.75                              | 4                                 |
| Mitjans (Mario, Luigi, Iggy Koopa, Ludwig von Koopa)                                  | 3.75                              | 2.5                               | 3.75                              | 3.25                              | 3.75                              |
| Pesants (Donkey Kong, Waluigi, Rosalina, Roy Koopa)                                   | 4.25                              | 2.25                              | 4.25                              | 2.75                              | 3.5                               |
| Pesants (Metal Mario, Pink Golden Peach)                                              | 4.25                              | 2                                 | 4.75                              | 2.75                              | 3.25                              |
| Pesants (Bowser, Wario, Morton Koopa)                                                 | 4.75                              | 2                                 | 4.75                              | 2.25                              | 3.25                              |
| Personalitzat                                                                         | Depenent de la grandària del Mii. | Depenent de la grandària del Mii. | Depenent de la grandària del Mii. | Depenent de la grandària del Mii. | Depenent de la grandària del Mii. |

Depenent del personatge, el kart serà:
- Petit, per a Toad, Koopa Troopa, Shy Guy, Baby Mario, Baby Luigi, Baby Peach, Baby Daisy, Lakitu, Toadette, Baby Rosalina, Lemmy Koopa, Larry Koopa i Wendy O. Koopa.
- Mitjà, per a Mario, Luigi, Princesa Peach, Princesa Daisy, Yoshi, Metal Mario, Pink Gold Peach, Iggy Koopa i Ludwig von Koopa.
- Gran, per a Bowser, Donkey Kong, Wario, Waluigi, Rosalina, Roy Koopa i Morton Koopa.

### Ítems

Una captura de pantalla -i alhora una imatge promocional- que mostra en Mario en primer pla corrent a molta velocitat pel Circuito Mario. S'hi pot veure el Wii U GamePad, que mostra igualment que en Mario va a la 12a posició. Com es pot veure, el videojoc va a 60 fotogrames per segon. En Mario ha guanyat 0 monedes, i va per la 1a volta del circuit.

NOTA: Els següents noms marcats en negreta mostren la traducció literal del nom dels ítems en castellà/anglès, ja que el joc no ha estat traduït al català ni està anunciat que això passi.
- Monedes
- Caixa d'ítems, d'aquest en pot sortir un ítem aleatori dels següents.
- Closques verdes, poden fer punteria o no al kart del davant.
- Closques verdes x3, un pack de tres closques verdes.
- Closques vermelles, fan volar el kart del davant pels aires si no és molt lluny.
- Closques vermelles x3, un pack de tres closques vermelles.
- Pells de plàtan, fan relliscar el kart.
- Pells de plàtan x3, un pack de tres pells de plàtan.
- Xampinyó, fa més ràpid el kart durant un petit període.
- Xampinyó x3, un pack de tres xampinyons.
- Xampinyó Daurat, torna el kart molt ràpid mentre es prem un botó.
- Flor de Foc, tira boles de foc als jugadors.
- Estrella, fa el kart invencible i ràpid durant un temps.
- Blooper, fa que els altres jugadors no vegin res en la pantalla, se'ls cobreixi de negre. Normalment l'aconsegueixen els jugadors en menor posició, perquè així a aquest no l'afecta.
- Bob-omb, tira una bomba a una part del recorregut, que si toca a un kart aquest se'n va volant.
- Closces blaves o Closques de punxa, són com unes closques vermelles però que fan més força i apunten al primer de la cursa. Normalment l'aconsegueixen els jugadors en menor posició.
- Tro, fa els karts del davant més petits. Normalment l'aconsegueixen els jugadors en menor posició.
- Bullet Bill, fa que el jugador es torni aquest enemic per anar a velocitat molt ràpida -i trepitja als jugadors que troba- i guanyar així una millor posició.
- Flor Boomerang (nou ítem), ben bé no es coneix el seu efecte perquè és un nou ítem però en els videojocs de plataformes convertia el jugador en Boomerang Mario i llançava boomerangs i recollir objectes en la distància i derrotava als enemics des de lluny. Als 3 cops d'ús desapareix.[9][20]
- Planta Piranya (nou ítem),[10] s'enganxa al frontal del kart i enganxa mossegades als altres personatges, a les closques de plàtan que es troben en el circuit o fins i tot a les closques llançats per altres personatges. Cada vegada que la Planta Piranya es llança cap endavant a mossegar alguna cosa, el jugador rep una petita accelerada.[9]
- Super Botzina (Super Horn, en espanyol Super Bocina)[19] (nou ítem)).[10] Aparentment un megàfon semblant al Light Box o al Cannon Box de Super Mario 3D World,[20] és un bloc que fa un so que pot atordir a qui està a prop, així com nega l'amenaça d'ítems com ara Spiny Shell i Red Shell.[10]
- 8 Boig (Crazy 8,[10] en espanyol Ocho Loco, anomenat al Japó Miracle 8 (ミラクル8, Mirakuru 8), nom basat en el popular joc de cartes veneçolà vuit boig)[19] (nou ítem). És un ítem que recorda al Lucky 7 de Mario Kart 7 en què apareixien 7 ítems a l'atzar per ajudar[20] però en aquest cas el «7" del logotip és el «8" i en comptes de 7 ítems en surten 8, que són Coin –aquest ítem és l'única diferència respecte al Lucky 7; en aquest no hi és, la resta d'ítems sí–, green shell, red shell, banana, mushroom, star, blooper i bob-omb).[10]

### Circuits
NOTA: L'ordre i les copes i els seus circuits tenen aquestes dues referències, així com les pistes que aleshores no en tenien cap (es van acabar de revelar en el Mario Kart 8 Direct):

#### Circuits Nitro
- Mushroom Cup (Copa Champiñón)
  - Mario Kart Stadium (Estadio Mario Kart) és un circuit semblant a un estadi.
  - Water Park (Parque Aquático) és un circuit de parc aquàtic amb una muntanya russa i una roda de la Fortuna, així com un museu.
  - Sweet Sweet Canyon (Barranco Goloso),[22] un circuit fet de dolços i postres que sembla a Layer Cake Desert (segon món de New Super Mario Bros. U i New Super Luigi U basat en un desert)[23]
  - Thwomp Ruins (Ruinas Roca Picuda)[24] és un circuit de ruïnes amb diversos Thwomps.
- Flower Cup (Copa Flor)
  - Mario Circuit (Circuito Mario),[25] és una cadena d'illes flotants on es troba el castell de la Princesa Peach, així com el plat principal es mostra en el tràiler E3 2013. El recorregut forma una cinta de Möbius.[23]
  - Toad Harbor[26] (Puerto Toad)[27] és un circuit residencial banyat amb la llum del sol amb similituds a la ciutat de San Francisco, Califòrnia, EUA. A la part inferior, una estàtua que representa aparentment la Princesa Peach està molla.[23]
  - Twisted Mansion (Mansión Retorcida)[28] és un circuit de la mansió embruixada amb una càmera sota l'aigua.[23] En aquesta pista és possible també utilitzar l'antigravetat.[28]
  - Shy Guy Falls (Cataratas Shy Guy) és una pista de canó amb diverses cascades i vidres mineres amb Shy Guys.
- Star Cup (Copa Estrella)
  - Sunshine Airport (Aeropuerto Soleado),[29] un aeroport dins la Copa Estrella que fixa els avions i els terminals d'aquest aeroport.[11]
  - Dolphin Shoals (Cala Delfín) és un circuit d'oceà amb dofins i formacions rocoses en forma de dofí.[10]
  - Electrodome (Discoestadio) és una ciutat o un curs de discoteca amb llums de neó i les tanques publicitàries digitals.
  - Mount Wario (Monte Wario) és un circuit gelat enmig d'una muntanya.[10]
- Special Cup (Copa Especial)
  - Cloudtop Cruise[30] (Ruta Celeste)[31] és un curs de cel amb tiges de fesols i aeronaus similars a Sky Garden (Mario Kart: Super Circuit i com a Retro en Mario Kart DS) i Airship Fortress (Mario Kart DS i com a retro en Mario Kart 7).[23] Al voltant s'hi poden veure les tropes d'en Bowser.
  - Bone Dry Dunes[32] (Dunas Huesitos)[33] és un escenari basat en un desert, un dia assolellat, i ple d'esquelets de Dry Bones, i amb alguns banderins de Toad i Shy Guy.[10]
  - Bowser's Castle (Castillo de Bowser) és un circuit basat en els clàssics castells de Bowser envoltat de lava i en un lloc tancat amb tons vermellosos.[10]
  - Rainbow Road (Senda Arco Iris), el nou circuit de l'arc iris en aquest lliurament. Segons el productor del joc, Hideki Konno, serà l'última de la copa i ell la descriu com «espectacular».[34]

#### Circuits Retro
- Shell Cup (Copa Caparazón)
  - Wii Moo Moo Meadows (Pradera Mu-Mu)
  - DS Cheep Cheep Beach (Playa Cheep Cheep)
  - GBA Mario Circuit (Circuito Mario)[3]
  - N64 Toad's Turnpike (Autopista de Toad)
- Banana Cup (Copa Plátano)
  - GCN Dry Dry Desert (Desierto Seco-Seco)[11]
  - SNES Donut Plains 3 (Llanura del Donut 3)
  - N64 Royal Raceway (Pista Real)
  - 3DS DK Jungle (Jungla DK)[3]
- Leaf Cup (Copa Hoja)
  - DS Wario Stadium (Estadio Wario)[10]
  - GCN Sherbet Land (Tierra Sorbete)[10]
  - 3DS Music Park (Circuito Musical)[10]
  - N64 Yoshi Valley (Valle Yoshi)[10]
- Lightning Cup (Copa Centella)
  - DS Tick Tock Clock (Reloj Tictac)[3]
  - 3DS Piranha Plant Slide (Tuberías Planta Piraña)[10]
  - Wii Grumble Volcano (Volcán Gruñón)[3]
  - N64 Rainbow Road (Senda Arco Iris)[3]

### Compatibilitat amb amiibo
Mario Kart 8 és compatible amb els figurins de comunicació de camp proper amiibo des de l'actualització del 13 de novembre de 2014, que permet als usuaris personalitzar els Miis amb vestits especials segons la figureta. Aquestes deu estatuetes les necessàries per obtenir aquesta funció són: Mario, Luigi, Yoshi, Peach, Donkey Kong, Link, Kirby, Captain Falcon, Samus Aran i Fox McCloud. Des del 23 d'abril de 2015 és possible utilitzar les figures de Mega Man, Pac-Man, Sonic, Toad, Wario, Aldeano, Estela, Bowser i Olimar.

## Actualitzacions

### De programari
Versió 2.0 (disponible al Japó, Amèrica del Nord i Europa a partir del 27 d'agost de 2014). 133 MB necessaris a la memòria de la consola]
- Opció per descarregar els DLC.
- Una visualització del mapa s'afegirà a la pantalla del televisor.
- Selecció de menú per defecte després de la cursa canviarà de «View Highlight Reel" a «Next Race».
- La darrera combinació de kart utilitzat es guarda fins i tot després d'apagar el joc.
- Afegida la possibilitat d'editar els aspectes més destacats d'altres usuaris.
- S'afegirà un nou menú de registres, amb compte de monedes total de victòries i derrotes en línia.
- Taxes de selecció de personatges i més.
- La qualificació del jugador/batalla passa de 9999 a 99999.
- Millora de l'estabilitat en línia.
- Missatges relacionats amb Contrarellotge a Miiverse poden incloure fotos dels resultats.
- Es pot mostrar o amagar el mapa mentre es mostren els punts destacats prement el botó Menys o Select, i també veure el nom del personatge protagonista.
- En els aspectes destacats de les carreres en línia ara mostren el Mii, sobrenom i el país del jugador; es pot mostrar i ocultar el mapa, i també la informació del jugador ressaltat al pujar-se a YouTube.
- Els vídeos pujats a aquest lloc ara tenen etiquetes per peces utilitzades (vehicle, rodes i planador), i el temps dels Contrarellotge en els punts destacats.
- Els diferents colors de Shy Guy i Yoshi també tenen les seves pròpies etiquetes.
- Altres canvis a Mario Kart TV.

Versió 3.0 (disponible el 13 de novembre de 2014) [221 MB són necessaris per a la descàrrega]
- Afegeix compatibilitat amb les figures amiibo.
- Afegeix la possibilitat de comprar el paquet The Legend of Zelda x Mario Kart 8.
- S'ha balancejat el pes dels personatges lleugers, com Toad i Shy Guy, perquè aquests no es facin tant mal amb els pesants.[40]

Versió 4.0 (disponible el 23 d'abril de 2015) [250 MB són necessaris per a la descàrrega]
- És possible descarregar l'Animal Crossing x Mario Kart 8.
- Les figures amiibo de Mega Man, Pac-Man, Sonic, Toad, Wario, Aldeano, Estela, Bowser i Olimar funcionaran amb el joc, en concret per decorar els Mii.[14]
- Afegirà l'opció de jugar Grand Prix en 200 cilindrades, és a dir, una «bogeria" com diu el tràiler, que mai s'ha vist a la sèrie.[14] Durant els dies posteriors Nintendo of Europe va anar publicant vídeos mostrant alguns circuits en aquest mode.
- S'han de vèncer totes les copes en 150cc per activar el mode 200cc.
- El mode versus es disponibilitza des del principi.
- Normes personalitzades en línia; disponibles des de l'inici.
- Llista d'amics; disponible des del principi.
- Configuració de tornejos; disponible des de l'inici.
- Si s'està derrapant pel mode 200cc, espurnes surten de les rodes.
- Ara és possible frenar amb el comandament de Wii prement els botons B, 1 i 2 alhora.
- Es poden afegir personatges CP a les normes personalitzades en línia, però només persones humanes comptaran en puntuació.
- Prement el botó - amb el Comandament Pro de Wii U, el comandament clàssic de Wii o el comandament de Wii i el Nunchuk alhora, farà aparèixer el mapa a la pantalla.
- Deu estampats més es poden utilitzar per publicar missatges a Miiverse: Link, Canela, arbre d'Animal Crossing, logo d'F-Zero, Koopa Clown Car, símbol de Hyrule, casa d'Animal Crossing, Blue Falcon, Kung-Fu Lakitu i logo de Ciudad Koopa.[43]

Versió 4.1 (disponible l'1 de maig de 2015)
- Ara ja no és necessari completar res per tenir dret al mode mirall i al mode 200cc.
- L'actualització també inclou alguns canvis per estabilitzar la jugabilitat.

Versió 4.2 (disponible el 3 d'agost de 2023)
- S'arregla una vulnerabilitat que afectava les partides en línia.
- S'ha esborrat l'opció Recomanacions dels tornejos.

### Caràtula
La caràtula de la versió en disc de Mario Kart 8 va rebre a l'abril de 2015 una petita modificació feta per la Nintendo americana. Tot i que l'art destacant els pilots i el recurs antigravitatori queda intacta, s'ha substituït el símbol de Nintendo Network pel d'amiibo.

## Contingut descarregable

### Mercedes-Benz x Mario Kart 8
Nintendo i Mercedes-Benz van col·laborar per anunciar que Mario Kart 8 podia rebre continguts descarregables en forma d'un cos de kart i joc de rodes basat en el Mercedes-Benz GLA anomenat Mercedes-Benz x Mario Kart 8. El contingut estaria només confirmat per Japó, amb un llançament d'estiu de 2014, i estaria disponible per a baixar gratuïtament. A data de l'anunci el 29 de maig de 2014, en va sortir un humorístic comercial que mostra Mario en la vida real amb aquest kart, i l'empresa Mercedes-Benz va assegurar que després d'aquest anunci les vendes de l'automòbil van augmentar considerablement. El 21 de juny es va anunciar per a Amèrica del Nord i Europa.
Una actualització de Mario Kart 8 va afegir els karts GLA (2014), el W25 Silver Arrow (1934) i el 300 SL Roadster (1952) i va acabar sortint al Japó i a Europa el 27 d'agost de 2014.
Es va anunciar oficialment el torneig mundial en línia «Mercedes Cup" de Mario Kart 8, que se celebrarà a partir del 27 d'agost fins al 23 de setembre. Tothom que tingui connexió a Internet, i han descarregat el DLC dels tres vehicles Mercedes-Benz pot participar accedint a la secció de tornejos en línia. Segons Nintendo, el model Mercedes GLA ve amb opcions de rodes especials, i els jugadors poden personalitzar els tres vehicles Mercedes amb diverses rodes i ales delta. El DLC sortirà a la venda el 27 d'agost per celebrar el 22è aniversari de Super Mario Kart (SNES).
Ubisoft va dir al seu Twitter, relacionat amb el DLC: «No estic segur si m'agraden els cotxes de Mercedes-Benz a Mario Kart 8. Una mica trenca l'encanteri. Compte, Nintendo». El missatge s'ha eliminat ràpidament. Dies després Ubisoft va demanar perdó. Nintendo of Japan ha reportat a mitjans d'octubre que l'actualització 2.0 que inclou els cotxes Mercedes s'ha descarregat ja un milió de vegades.

### Personatges, vehicles i copes noves
A finals d'agost de 2014 es va anunciar contingut descarregable per a Mario Kart 8. Cada paquet DLC es vendria per 7£/6 €/6$, i els que comprin els dos paquets - en forma de combo per 12 €/$ o per separat - guanyarien 8 Yoshis de colors i també 8 Shy Guys de diferents colors per córrer amb ells pels circuits del joc. Al Japó es poden comprar en format físic per 1200 iens cadascun des del 31 d'octubre de 2014, o per Mario Kart TV.
Nintendo ha afirmat que, gràcies a un sistema intel·ligent implementat pels seus desenvolupadors, els jugadors que haguessin comprat contingut descarregable de pagament per a Mario Kart 8 podrien jugar els nous circuits també a un multijugador online. Aleshores, aquests podran jugar amb les 32 pistes del The Legend of Zelda x Mario Kart 8, amb les 8 pistes del DLC o amb totes. El mateix joc buscaria jugadors que encaixin amb l'elecció. Aquestes opcions també estarien disponibles en la creació de tornejos online; els jugadors sense DLC no podran, per exemple, participar en els tornejos que facin servir els 40 circuits. També es podran fer servir els personatges i els karts del DLC (en una de les tres opcions). Un sistema semblant s'ha d'afegir amb l'Animal Crossing: New Leaf x Mario Kart 8.
El director de Mario Kart 8, Kosuke Yabuki, ha explicat a IGN que els circuits que s'inclouen en els DLC es van començar tot seguit del llançament d'aquest joc. Yabuki també ha comentat el fet que s'incloguin elements no relacionats amb la sèrie Mario en els paquets (el circuit Mute City de F-Zero o el personatge Link de The Legend of Zelda, per exemple), amb l'objectiu de donar varietat i estabilitat de personatges al joc, i l'estil de diversió que busquen per un títol de la sèrie. Yabuki també ha comentat el circuit Mute City, que s'ha afegit en el paquet The Legend of Zelda x Mario Kart 8, que han triat fer-lo perquè és abundant en antigravetat, velocitat i música. A més, l'escenari Circuito Excitebike té una peculiaritat: les rampes canvien cada vegada (excepte en contrarellotge), amb la intenció d'oferir diversitat als desafiaments. Preguntat sobre si hi hauria més DLC d'aquesta mena, ha demanat que s'aprofiti el màxim el que ja ha sortit. També ha explicat que no pensen ampliar la compatibilitat amb les figures intel·ligents amiibo, que donen un vestit als Mii depenent de la figura, i ha argumentat el hiat entre un pack DLC i l'altre (l'Animal Crossing: New Leaf x Mario Kart 8) es deu al fet que s'han d'idear perfectament els nous circuits, personatges i components dels vehicles.
En una entrevista a GameSpot, Kosuke Yabuki ha afirmat que Circuito Hyrule és el seu circuit preferit del The Legend of Zelda x Mario Kart 8 (quelcom comprensible tenint en compte que el seu primer treball a Nintendo va ser The Legend of Zelda: Twilight Princess (GameCube/Wii, 2006)). També ha explicat que des del principi volien fer sentir l'experiència de visitar el castell de Hyrule, i ho han fet amb la Master Sword, les muntanyes, les monedes (que són rúpies) i la música, entre d'altres.
A principis de maig de 2015 Nintendo va publicar l'informe financer de l'últim any fiscal i en la reunió d'inversors Nintendo va dir que podria fer més contingut addicional per al joc per mantenir-los en vida.

#### The Legend of Zelda x Mario Kart 8
El The Legend of Zelda x Mario Kart 8, que va sortir el 13 de novembre de 2014 ocupa 687MB, inclou:
- Els personatges:
  - Tanooki Mario
  - Cat Peach
  - Link (de The Legend of Zelda).
- Quatre vehicles:
  - Blue Falcon (de Star Fox)
  - B-Dasher (de Mario Kart DS i Mario Kart 7)[60]
  - Master Cycle (nova, de The Legend of Zelda)[61]
  - Tanooki Buggy (nova, de Super Mario)[62]
- Dues copes amb quatre circuits en cadascuna.
  - Copa Ou:
    - GCN Yoshi Circuit (GCN Circuito Yoshi)[59] és un circuit camí del qual té forma de Yoshi.
    - Excitebike Arena (Circuito Excitebike)[59] està basat en la saga de jocs de curses homònima, a la sorra i amb moltes rampes.
    - Dragon Driftway (Ruta Dragón)[59] està ambientat a la Xina, i té lloc dins d'un drac.
    - Mute City (Mute City)[63] és una ciutat basada en un circuit homònic de la saga de jocs F-Zero.

  - Copa Triforça:
    - Wii Wario's Gold Mine (Mina de Wario)[59] té lloc dins una mina industrial.
    - SNES Rainbow Road (SNES Senda Arco Iris)[59] és un circuit ubicat a l'arc de Sant Martí.
    - Ice Ice Outpost (Base Polar)[59] té lloc en uns icebergs que originen dos camins.
    - Hyrule Circuit (Circuito de Hyrule)[59] està basat en la saga de jocs The Legend of Zelda.

#### Animal Crossing x Mario Kart 8
El Animal Crossing x Mario Kart 8 (anomenat Animal Crossing: New Leaf x Mario Kart 8 fins al 13 de novembre de 2014), que va sortir el 23 d'abril de 2015 (no finals de maig com es va anunciar anteriorment), ocupa 970 MB i inclou:
- Els personatges:
  - Villager (Aldeano) (d'Animal Crossing)
  - Isabelle (Canela) (d'Animal Crossing)
  - Dry Bowser (Bowsitos)
- Quatre vehicles:
  - City Tripper (Cicloneta) (d'Animal Crossing)[14]
  - Streetle (Insectiturbo) (d'Animal Crossing)[14]
  - Bone Rattler (Trimoto Calavera)[64]
  - P-Wing (Bólido P)[64]
- Dues copes amb quatre circuits en cadascuna.
  - Copa Crossing:
    - GCN Baby Park (Parque Bebé) consisteix en un circuit tancat amb set voltes.[64]
    - GBA Cheese Land (Tierra del queso) és un circuit ple de formatge i un Chomp Cadenes gegant afamat.[64]
    - Wild Woods (Bosque Mágico) té lloc dins un arbre habitat per Toads i Shy Guys.[64]
    - Animal Crossing està inspirat en l'sèrie de videojocs homònima que canvia d'estació cada cop que s'hi juga.[64]

  - Copa Campana:
    - 3DS Neo Bowser Koopa (NA) / Koopa City (PAL) (Ciudad Koopa) consisteix en una ciutat controlada per en Bowser, plena de llums de neó, plovent i a la nit.[64]
    - GBA Ribbon Road (Ruta del Lazo) està ubicat en un món miniaturitzat ple de cintes i joguines.[64] A l'habitació on té lloc hi ha penjat un pòster que recorda al de Kung Fu Panda.[65]
    - Super Bell Subway (Estación Tilín-Tolón) s'ubica en un metro i s'hi circula per les vies.[64]
    - Big Blue és una versió remasteritzada del circuit homònim de la sèrie de jocs de curses F-Zero.[64]

Digital Foundry va dir que en els circuits nous els fotogrames per segon continuaven sent de 59-60 fps.

## Mario Kart 8 Deluxe
Mario Kart 8 Deluxe és un port millorat de Mario Kart 8 per a la Nintendo Switch que es va estrenar el 28 d'abril de 2017, anunciat minuts després de la conferència de presentació de la consola. Els personatges ara poden dur dos ítems alhora, independentment si s'han desfet del primer ítem, i el joc retorna la caixa del doble ítem present a Mario Kart: Double Dash!!. El joc també introdueix el «fre intel·ligent" per als principiants, el que fa que conduir i mantenir-se a la carretera sigui més fàcil.
El mode Batalla ara inclou arenes que no estaven presents a la versió original; aquestes són Urchin Underpass (una pista de batalla basada en Splatoon), Battle Stadium, i les veteranes SNES Battle Course 1 i GCN Luigi's Mansion. Juntament amb el mode Balloon Battle hi haurà el submode Bob-omb Blast, originat a Double Dash!!, on es porten fins a deu Bob-omb alhora. Això es pot fer anant a una caixa d'ítem amb l'ítem ja a la mà. A diferència dels anteriors jocs, cada jugador comença amb cinc globus, en comptes de tres. Una altra addició al mode Batalla és que el jugador liderant la partida ara porta una corona, a diferència del Mario Kart 8 original on la corona només sortia al mapa de la interfície. Els jugadors també comencen amb zero punts en comptes dels tres que venien per defecte, i els seus globus no compten com els 3 punts restants. Com a Mario Kart Wii i Mario Kart 7, es pot seguir jugant un cop desapareguin tots els globus, però reduirà la puntuació total del jugador. Finalment ara s'indica exactament quin personatge ha estat atacat i per qui, a la part inferior de la pantalla.
Tots els personatges per defecte i desbloquejats via DLC de Mario Kart 8 són presents a Mario Kart 8 Deluxe, encara que també n'afegeix de nous: Bowser Jr., Dry Bones, King Boo, Inkling Boy i Inkling Girl (aquests dos últims originals de Splatoon); els dos Vilatans també han estat separats, permetent utilitzar-los com a personatges de la màquina a la mateixa cursa. També inclou noves parts de vehicles, algunes d'elles basades en Splatoon. Els ítems de la Ploma de Super Mario World (que no apareix des de Super Mario Kart i permet saltar sobre obstacles i robar globus -és exclusiu del mode Batalla) i el Boo (que roba l'ítem d'algun altre jugador) tornen a Mario Kart 8 Deluxe per unir-se amb tots els que ja tenia l'original.

### Contingut descarregable
Nintendo, mitjançant una emissió Nintendo Direct el 9 de febrer de 2022, va anunciar un "passi de pistes extres" de pagament per a Mario Kart 8 Deluxe, que serien lliurades periòdicament. Aquells usuaris que estiguin subscrits al paquet d'expansió del Nintendo Switch Online poden rebre aquests circuits de franc. Van ser lliurades sis onades amb dues copes cadascuna; per tant, vuit circuits per onada. Això amplia el nombre de circuits total a 96, el màxim en un joc de la saga. A partir de l'onada 4, van començar-se a afegir personatges jugables nous, i amb l'onada 8, es van afegir vestits per als Mii provinents de Mario Kart Tour. La majoria dels circuits nous es basen en la seva aparença a Mario Kart Tour, amb colors més saturats de l'habitual.
- Primera onada (data de llançament: 18 de març de 2022)
  - Golden Dash Cup (Copa Turbo Dorada)
    - Tour Paris Promenade (Bulevares de París)
    - 3DS Toad Circuit (Circuito Toad)
    - N64 Choco Mountain (Monte Chocolate)
    - Wii Coconut Mall (Centro Cocotero)

  - Lucky Cat Cup (Copa Felina Fortuna)
    - Tour Tokyo Blur (Circuito Tokio)
    - DS Shroom Ridge (Colinas Champiñón)
    - GBA Sky Garden (Jardín Celeste)
    - Tour Ninja Hideaway (Casa Ninja)
- Segona onada (data de llançament: 4 d'agost de 2022)
  - Turnip Cup (Copa Nabo)
    - Tour New York Minute (Visita a Nueva York)
    - SNES Mario Circuit 3 (Circuito Mario 3)
    - N64 Kalimari Desert (Desierto Kalimari)
    - DS Waluigi Pinball (Pinball Waluigi)

  - Propeller Cup (Copa Helicóptero)
    - Tour Sydney Sprint (Sídney sin Pausa)
    - GBA Snow Land (Tierra Nevada)
    - Wii Mushroom Gorge (Barranco Champiñón)
    - Sky-High Sundae (Cielos Helados)
- Tercera onada (data de llançament: 7 de desembre de 2022)
  - Rock Cup (Copa Roca)
    - Tour London Loop (Ronda por Londres)
    - GBA Boo Lake (Lago de Boo)
    - 3DS Rock Rock Mountain (Montaña Roqui-Roque)
    - Wii Maple Treeway (Senda del Arce)

  - Moon Cup (Copa Luna)
    - Tour Berlin Byways (Berlín de Vértigo)
    - DS Peach Gardens (Jardín de Peach)
    - Merry Mountain (Aldea de los Regalos)
    - 3DS Rainbow Road (Senda Arco Iris)
- Quarta onada (data de llançament: 9 de març de 2023)
  - Nou personatge jugable: Birdo en vuit colors, de classe mitjà amb estadístiques idèntiques a les de Peach, Daisy i Yoshi
  - Fruit Cup (Copa Fruta)
    - Tour Amsterdam Drift (Derrapes en Ámsterdam)
    - GBA Riverside Park (Parque de la Rivera)
    - Wii DK Summit (Cumbre DK)
    - Yoshi's Island (Isla de Yoshi)

  - Boomerang Cup (Copa Bumerán)
    - Tour Bangkok Rush (Atardecer en Bangkok)
    - DS Mario Circuit (Mario Circuit)
    - GCN Waluigi Stadium (Estadio Waluigi)
    - Tour Singapore Speedway (Acelerón en Singapur)
- Cinquena onada (data de llançament: 12 de juliol de 2023)
  - Tres nous personatges jugables:
    - Petey Piranha (Floro Piraña), de classe pesant amb estadístiques pràcticament idèntiques a les de Metal Mario i Pink Golden Peach
    - Wiggler (Floruga), de classe pesant amb estadístiques idèntiques a les de Waluigi, Donkey Kong i Roy
    - Kamek, de classe mitjà amb estadístiques idèntiques a les de Luigi i Iggy

  - Feather Cup (Copa Pluma)
    - Tour Athens Dash (Atenas de Altura)
    - GCN Daisy Cruiser (Crucero Daisy)
    - Wii Moonview Highway (Circuito Luz de Luna)
    - Squeaky Clean Sprint (Escusado Acelerado)

  - Cherry Cup (Copa Cereza)
    - Tour Los Angeles Laps (A tope en Los Ángeles)
    - GBA Sunset Wilds (Reserva del Poniente)
    - Wii Koopa Cave (Colina de Koopa)
    - Tour Vancouver Velocity (Vuelta por Vancouver)
- Sisena onada (data de llançament: 9 de novembre de 2023)
  - 18 vestits per als Mii provinents de Mario Kart Tour
  - Quatre nous personatges jugables:
    - Diddy Kong, de classe mitjà amb estadístiques idèntiques a les de Cat Peach, Inkling noia, i Vilatana noia
    - Funky Kong, de classe pesant amb estadístiques idèntiques a les de Wario, Dry Bowser i Miis pesants
    - Pauline, de classe pesant amb estadístiques idèntiques a les de Rosalina, King Boo i Link
    - Peachette, de classe mitjà amb estadístiques idèntiques a les de Peach, Daisy, Birdo i Yoshi

  - Acorn Cup (Copa Bellota)
    - Tour Rome Avanti (Roma bajo la Luna)
    - GCN DK Mountain (Montaña DK)
    - Wii Daisy Circuit (Circuito de Daisy)
    - Piranha Plant Cove (Ruinas Planta Piraña)

  - Cherry Cup (Copa Cereza)
    - Tour Madrid Drive (Paseo por Madrid)
    - 3DS Rosalina's Ice World (Glaciar de Estela)
    - SNES Bowser Castle 3 (Castillo de Bowser 3)
    - Wii Rainbow Road (Senda Arco Iris)

### Actualitzacions
A partir de la seva estrena, el joc va anar rebent actualitzacions de programari per adreçar-ne alguns errors, afegir alguns modes extra o per fer el joc compatible amb els paquets de contingut descarregable mencionats anteriorment.
- 1.1.0 - 17 de maig de 2017
- 1.2.0 - 28 de juny de 2017
- 1.2.1 - 9 d'agost de 2017
- 1.3.0 - 18 d'octubre de 2017 - Entre d'altres, afegeix l'opció de poder fer gravacions de fins a 30 segons del que acaba de passar en el joc.
- 1.4.0 - 13 de desembre de 2017 - Entre d'altres, afegeix les llengües de coreà, xinès tradicional i xinès simplificat.
- 1.5.0 - 26 de juny de 2018 - Entre d'altres, permet l'ús de la Moto Toy-Con inclosa en el Nintendo Labo Toy-Con 01: kit variat.
- 1.6.0 - 20 de juliol de 2018 - Entre d'altres, afegeix el personatge "Link (túnica de l'elegit)", així com peces de kart que se'n basen.
- 1.7.0 - 19 de setembre de 2018 - El joc es fa compatible amb el Cotxe Toy-Con inclòs en el Nintendo Labo Toky-Con 03: kit de vehicles, i amb l'app per a telèfons Nintendo Switch Online.
- 1.7.1 - 23 de gener de 2019
- 1.7.2 - 26 de maig de 2021
- 2.0.0 - 18 de març de 2022 - Entre d'altres, el joc es fa compatible amb els continguts de la primera onada del passi de pistes extres.
- 2.1.0 - 4 d'agost de 2022 - El joc es fa compatible amb els continguts de la segona onada del passi de pistes extres, així com s'eleva de 16 a 32 el nombre de fantasmes que es poden baixar, es redueix el temps en què reapareixen les monedes o els blocs en els circuits, entre d'altres.
- 2.2.0 - 7 de desembre de 2022 - El joc es fa compatible amb els continguts de la tercera onada del passi de pistes extres, s'afegeix una opció de regles personalitzades per als objectes, s'elimina l'opció de recomanacions en els tornejos, entre d'altres.
- 2.2.1 - 22 de desembre de 2022
- 2.3.0 - 9 de març de 2023 - El joc es fa compatible amb els continguts de la quarta onada del passi de pistes extres, es milloren les prestacions d'alguns personatges i vehicles, s'afegeix un menú a l'inici promocionant-ne els passis, i s'arreglen múltiples errors de programació.
- 2.4.0 - 12 de juliol de 2023 - El joc es fa compatible amb els continguts de la cinquena onada del passi de pistes extres, es milloren les prestacions d'alguns personatges i vehicles, s'ajusta el període d'invencibilitat d'alguns personatges, s'amplia el temps d'aparició dels avisos per quan s'aproximen closques al jugador, es fa menys probable que apareguin nivells mirall i 200cc en els modes en línia, i s'arreglen múltiples errors de programació.
- 3.0.0 - 9 de novembre de 2023 - El joc es fa compatible amb els continguts de la sisena onada del passi de pistes extres, s'afegeix un menú a l'inici que permet d'escoltar les sintonies del joc, permet de crear grups on puguin unir-s'hi jugadors que no consten com a amics a la consola, es redueix encara més la probabilitat que apareguin nivells mirall i 200cc en línia, s'amplia encara més el període d'invencibilitat d'alguns personatges i vehicles, s'afegeixen més vestits desbloquejables via amiibo i s'arreglen alguns errors.
- 3.0.1 - 29 de novembre de 2023
- 3.0.2 - Una versió exclusiva per a la versió xinesa de Tencent del joc, de canvis desconeguts.[80]
- 3.0.3 - 12 de setembre de 2024
- 3.0.4 - 14 de maig de 2025
- 3.0.5 - 22 de maig de 2025

## Banda sonora
El Mario Kart 8 Original Soundtrack (anomenat Mario Kart 8 Original Sound Track (マリオカート8 オリジナルサウンドトラック, Mario Kāto 8 Orijinaru Saundo Torakku) al Japó) és una compilació oficial de les pistes de música de Mario Kart 8, actualment en exclusiva per a membres del Club Nintendo del Japó, Europa i Austràlia.
Al Japó, pot ser pre-ordenat per 180 punts després del 21 d'abril 2015, i es va publicar al juny de 2015. A Europa va sortir el 21 de juliol de 2015 per 3000 estrelles.
Compta amb seixanta-vuit cançons del joc a través de dos discos, el primer disc que conté els temes dels trenta-dos originals pistes, mentre que el segon disc inclou les setze pistes dels dos paquets de contingut descarregable i la resta de la música no es reprodueix durant les carreres, com en els menús del joc. Té una durada conjunta de 2:30h.
Els músics que hi han intervingut, sota el nom de «Mario Kart Band", són: Takashi Masuzaki, Teppei Kawasaki, Satoshi Bandoh, Hiroyuki Noritake, Tetsuro Toyama, Kazuki Katsuta, Masato Honma, Takuo Yamamoto, Masakuni Takeno, Eric Miyashiro, Koji Nishimura, Luis Valle, Sho Okumura, Yoichi Murata, Eijiro Nakagawa, Kanade Shishiuchi, Hideyo Takakuwa, Takayuki Mogami, Masatsugu Shinozaki, Toshihiro Nakanishi, Hitoshi Konno i Yoshiaki Sato.

### Llista de pistes
| \| # \| Títol anglès \| Durada \| \| --- \| -------------------------------------- \| ------ \| \| 01. \| Mario Kart Stadium \| 2:10 \| \| 02. \| Water Park \| 2:52 \| \| 03. \| Sweet Sweet Canyon \| 2:03 \| \| 04. \| Thwomp Ruins \| 2:12 \| \| 05. \| Mario Circuit \| 2:14 \| \| 06. \| Toad Harbor \| 2:01 \| \| 07. \| Twisted Mansion \| 2:03 \| \| 08. \| Shy Guy Falls \| 1:53 \| \| 09. \| Sunshine Airport \| 2:04 \| \| 10. \| Dolphin Shoals - In the Sea ~ Undersea \| 3:00 \| \| 11. \| Dolphin Shoals - Above Ground \| 3:01 \| \| 12. \| Electrodrome \| 2:12 \| \| 13. \| Mount Wario \| 2:32 \| \| 14. \| Cloudtop Cruise \| 3:41 \| \| 15. \| Bone-Dry Dunes \| 2:00 \| \| 16. \| Bowser's Castle \| 2:34 \| \| 17. \| Rainbow Road \| 2:27 \| \| 18. \| Wii Moo Moo Meadows \| 2:11 \| \| 19. \| GBA Mario Circuit \| 1:55 \| \| 20. \| DS Cheep Cheep Beach \| 2:29 \| \| 21. \| N64 Toad's Turnpike \| 2:37 \| \| 22. \| GCN Dry Dry Desert \| 2:35 \| \| 23. \| SNES Donut Plains 3 \| 1:20 \| \| 24. \| N64 Royal Raceway \| 2:49 \| \| 25. \| 3DS DK Jungle \| 2:06 \| \| 26. \| DS Wario Stadium \| 2:11 \| \| 27. \| GCN Sherbet Land \| 2:12 \| \| 28. \| 3DS Music Park \| 1:39 \| \| 29. \| N64 Yoshi Valley \| 2:15 \| \| 30. \| DS Tick-Tock Clock \| 2:47 \| \| 31. \| 3DS Piranha Plant Slide \| 2:13 \| \| 32. \| Wii Grumble Volcano \| 2:33 \| \| 33. \| N64 Rainbow Road \| 2:20 \| |                                        |        |
| # | Títol anglès                           | Durada |
| 01. | Mario Kart Stadium                     | 2:10   |
| 02. | Water Park                             | 2:52   |
| 03. | Sweet Sweet Canyon                     | 2:03   |
| 04. | Thwomp Ruins                           | 2:12   |
| 05. | Mario Circuit                          | 2:14   |
| 06. | Toad Harbor                            | 2:01   |
| 07. | Twisted Mansion                        | 2:03   |
| 08. | Shy Guy Falls                          | 1:53   |
| 09. | Sunshine Airport                       | 2:04   |
| 10. | Dolphin Shoals - In the Sea ~ Undersea | 3:00   |
| 11. | Dolphin Shoals - Above Ground          | 3:01   |
| 12. | Electrodrome                           | 2:12   |
| 13. | Mount Wario                            | 2:32   |
| 14. | Cloudtop Cruise                        | 3:41   |
| 15. | Bone-Dry Dunes                         | 2:00   |
| 16. | Bowser's Castle                        | 2:34   |
| 17. | Rainbow Road                           | 2:27   |
| 18. | Wii Moo Moo Meadows                    | 2:11   |
| 19. | GBA Mario Circuit                      | 1:55   |
| 20. | DS Cheep Cheep Beach                   | 2:29   |
| 21. | N64 Toad's Turnpike                    | 2:37   |
| 22. | GCN Dry Dry Desert                     | 2:35   |
| 23. | SNES Donut Plains 3                    | 1:20   |
| 24. | N64 Royal Raceway                      | 2:49   |
| 25. | 3DS DK Jungle                          | 2:06   |
| 26. | DS Wario Stadium                       | 2:11   |
| 27. | GCN Sherbet Land                       | 2:12   |
| 28. | 3DS Music Park                         | 1:39   |
| 29. | N64 Yoshi Valley                       | 2:15   |
| 30. | DS Tick-Tock Clock                     | 2:47   |
| 31. | 3DS Piranha Plant Slide                | 2:13   |
| 32. | Wii Grumble Volcano                    | 2:33   |
| 33. | N64 Rainbow Road                       | 2:20   |

| \| # \| Títol anglès \| Durada \| \| --- \| ------------------------------- \| ------ \| \| 01. \| GCN Yoshi Circuit \| 2:39 \| \| 02. \| Excitebike Arena \| 1:51 \| \| 03. \| Dragon Driftway \| 2:13 \| \| 04. \| Mute City \| 3:06 \| \| 05. \| Wii Wario's Gold Mine \| 2:15 \| \| 06. \| SNES Rainbow Road \| 1:54 \| \| 07. \| Ice Ice Outpost \| 1:43 \| \| 08. \| Hyrule Circuit \| 2:03 \| \| 09. \| GCN Baby Park \| 3:34 \| \| 10. \| GBA Cheese Land \| 2:52 \| \| 11. \| Wild Woods \| 2:12 \| \| 12. \| Animal Crossing: Spring \| 2:02 \| \| 13. \| Animal Crossing: Summer \| 2:20 \| \| 14. \| Animal Crossing: Autumn \| 2:17 \| \| 15. \| Animal Crossing: Winter \| 2:10 \| \| 16. \| 3DS Neo Bowser City \| 2:00 \| \| 17. \| GBA Ribbon Road \| 2:01 \| \| 18. \| Super Bell Subway \| 3:36 \| \| 19. \| Super Bell Subway (Underground) \| 1:55 \| \| 20. \| Big Blue \| 5:00 \| \| 21. \| Mario Kart 8 \| 2:59 \| \| 22. \| Select \| 1:39 \| \| 23. \| Select (Online) \| 3:01 \| \| 24. \| Spectating \| 1:34 \| \| 25. \| Mario Kart TV \| 1:49 \| \| 26. \| Course Intro Fanfare \| 0:17 \| \| 27. \| Super Star \| 0:44 \| \| 28. \| Results A \| 1:37 \| \| 29. \| Results B \| 1:02 \| \| 30. \| F-Zero Results \| 1:07 \| \| 31. \| Animal Crossing Results \| 1:16 \| \| 32. \| Summaries \| 0:40 \| \| 33. \| Congratulations! \| 1:30 \| \| 34. \| Good Try! \| 1:13 \| \| 35. \| Staff Credits \| 4:11 \| |                                 |        |
| # | Títol anglès                    | Durada |
| 01. | GCN Yoshi Circuit               | 2:39   |
| 02. | Excitebike Arena                | 1:51   |
| 03. | Dragon Driftway                 | 2:13   |
| 04. | Mute City                       | 3:06   |
| 05. | Wii Wario's Gold Mine           | 2:15   |
| 06. | SNES Rainbow Road               | 1:54   |
| 07. | Ice Ice Outpost                 | 1:43   |
| 08. | Hyrule Circuit                  | 2:03   |
| 09. | GCN Baby Park                   | 3:34   |
| 10. | GBA Cheese Land                 | 2:52   |
| 11. | Wild Woods                      | 2:12   |
| 12. | Animal Crossing: Spring         | 2:02   |
| 13. | Animal Crossing: Summer         | 2:20   |
| 14. | Animal Crossing: Autumn         | 2:17   |
| 15. | Animal Crossing: Winter         | 2:10   |
| 16. | 3DS Neo Bowser City             | 2:00   |
| 17. | GBA Ribbon Road                 | 2:01   |
| 18. | Super Bell Subway               | 3:36   |
| 19. | Super Bell Subway (Underground) | 1:55   |
| 20. | Big Blue                        | 5:00   |
| 21. | Mario Kart 8                    | 2:59   |
| 22. | Select                          | 1:39   |
| 23. | Select (Online)                 | 3:01   |
| 24. | Spectating                      | 1:34   |
| 25. | Mario Kart TV                   | 1:49   |
| 26. | Course Intro Fanfare            | 0:17   |
| 27. | Super Star                      | 0:44   |
| 28. | Results A                       | 1:37   |
| 29. | Results B                       | 1:02   |
| 30. | F-Zero Results                  | 1:07   |
| 31. | Animal Crossing Results         | 1:16   |
| 32. | Summaries                       | 0:40   |
| 33. | Congratulations!                | 1:30   |
| 34. | Good Try!                       | 1:13   |
| 35. | Staff Credits                   | 4:11   |

## Desenvolupament
| Director    | Kosuke Yabuki                                        |
| Productor   | Hideki Konno                                         |
| Compositor  | Shiho Fujii Atsuko Asahi Ryo Nagamatsu Yasuaki Iwata |
| Referències | [ 12 ]                                               |

A principis de 2012, Hideki Konno, el productor de la saga Mario Kart, va mostrar les ganes de crear un Mario Kart per a la consola Wii U. Konno va dir que voldria crear un joc «nou i divertit que utilitzi les possibilitats de la nova consola». També va assenyalar que podria afegir-hi uns altres personatges.
El desenvolupament de Mario Kart 8 va començar el 2012. Algunes idees que van ser rebutjades en Mario Kart 8 inclouen un trepant per a anar en circuits submarins. La idea va ser rebutjada perquè els desenvolupadors van pensar que no era tan interessant com la idea de la lluita contra la gravetat. El concepte d'anti-gravetat en Wii U representa que és una consola potent, i amb el maquinari actualitzat, els desenvolupadors volien fer cursos amb un pla 3D al cap més que el pla 2D com les altres pistes de la sèrie Mario Kart.
El videojoc va estar oficialment anunciat en el Nintendo Direct del 27 de gener de 2013, dient que es revelarien els primers detalls i imatges en el Nintendo Direct PreE3 2013 de l'11 de juny i en l'E3 2013. En aquesta conferència es va ensenyar el logotip (amb el 8 semblant a una cinta de Möbius), imatges i alguns detalls, entre ells que sortirà a la primavera de 2013 i a la tardor a Australàsia. El director del videojoc és Hosuke Yabuki i el productor és Hideki Konno. En el Developer Direct Hideki Konno va revelar que es podrien enviar vídeos del joc a Miiverse.
Durant una entrevista als desenvolupadors, es va comentar la possibilitat d'afegir un editor de pistes al videojoc.
En el Nintendo Direct del 18 de desembre de 2013, s'hi van anunciar nous detalls, entre ells un nou tràiler i que el videojoc també estaria disponible com a descàrrega a la primavera per Nintendo eShop.
El 13 de febrer de 2014, en un Nintendo Direct, es va anunciar que Mario Kart 8 sortiria el 29 de maig de 2014 al Japó, el 30 a Amèrica del Nord i a Europa i el 31 a Australàsia. S'anuncià que els Koopalings seran jugables en un tràiler. Uns dies després, es revelen les caràtules, amb el destacat que la nord-americana té el contorn vermell, i no blau com acostumen a tenir els jocs de Wii U.
IGN explica que Hideki Konno i Kosuke Yabuki van explicar-ho tot en la taula rodona al GDC 2014, realitzat del 17 al 21 de març. L'empresa Retro Studios, que va col·laborar amb Mario Kart 7, no ha treballat en el desenvolupament del joc. Una notícia al lloc web de Nintendo of Europe sobre les noves característiques a Mario Kart 8 va explicar que el videojoc tindria música en directe, una cosa que ja era a Super Mario 3D World. Namco Bandai Games va ajudar a desenvolupar Mario Kart 8.
El 30 d'abril de 2014 va tenir lloc el Mario Kart 8 Direct, en què, mentre es feien diverses preguntes al productor Hideki Konno i es feia referència als diversos programes d'un canal de televisió, s'anaven explicant els nous ítems, personatges i detalls encara per revelar, així com els circuits, el Mario Kart TV. També va explicar que tenia temes gravats en directe, i es van anunciar packs especials.
El director de desenvolupament Kosuke Yabuki va dir que estava orgullós del seu equip empenent les capacitats gràfiques de la Wii U als seus límits de manera que el joc podria executar uns suaus 60 fotogrames per segon, fins i tot a una resolució de 1080p, en relació amb Mario Kart 8. Però Yabuki creu que la Wii U és una consola plena de potencial ocult, i es pot fer fins i tot millor que això. Això va dir el director del joc en una recent entrevista amb la revista britànica Edge. Segons Yabuki, tot nou Mario Kart està fet des de zero en termes de programació, gràfics i fins i tot àudio. Per als desenvolupadors, és essencial que els títols de la sèrie estiguin disponibles, que qualsevol pugui agafar el comandament i començar a jugar, però també han d'afegir una mica de profunditat al joc per als jugadors per aconseguir millors resultats després de molta pràctica. Fins i tot els recursos disponibles i utilitzats en els jocs anteriors, un nou Mario Kart sempre seran diferents els uns dels altres, el que reflecteix les idees dels seus desenvolupadors, ja que Nintendo creu que el canvi, tot i subtils, són essencials. Pel que fa als Circuits Retro, Yabuki diu que sempre cal tornar a dibuixar, sobretot en relació amb l'espai i l'amplada, ja que moltes coses han canviat des que alguns d'aquests circuits van aparèixer per primera vegada, com el comportament dels karts, canvis i nombre de cambra oponents. No obstant això, ell espera que aquestes pistes sempre puguin donar bons records als aficionats. Finalment, el desenvolupador explica el sobtat canvi promogut en Balloon Battle Mode; batalles en aquesta ocasió es durà a terme en els circuits del joc, i no en escenaris exclusius com en els jocs anteriors de la sèrie.
| «               | Els jugadors no saben quan un rival sorgirà una corba, el que aporta un nou sentit de l'emoció i l'estratègia en aquesta manera. Pel que fa a les regles, hem dissenyat aquests circuits perquè puguin comportar partits entre 12 jugadors, entre ells el de la CPU. Al principi, vostè ha de derrotar els corredors controlats per la CPU del porter i a mesura que avança, es converteix en una batalla només entre els jugadors humans. Aquesta és la veritable emoció! Ha de ser una nova experiència per als usuaris s'executen en el circuit oposat que coneixen bé. Estic segur que algunes persones no estan tan convençuts d'aquest canvi, però espero que la primera experiència de la novetat en si. Estic segur que serà una experiència nova per a tots, diferent de totes les anteriors de Mario Kart. | » |
| — Kosuke Yabuki | |   |

En declaracions a la britànica Edge Magazine, el director Kosuke Yabuki va revelar les raons que van portar a l'equip de desenvolupament per implementar «Mario Kart TV", que consisteix en el fet que els usuaris volien compartir aquests vídeos amb altres, i que «pot revisar els millors moments de la seva batalla en línia l'endemà a la seva oficina, o a l'escola o al telèfon intel·ligent. Això sens dubte a la gent a seguir jugant, i pot ser una gran manera de convidar a altres a jugar amb vostè.».
Tres dies abans del llançament oficial del joc Mario Kart 8 a Amèrica i Europa, el lloc web de Nintendo Life va publicar algunes revelacions interessants sobre el desenvolupament del joc fet pel director Kosuke Yabuki durant una entrevista exclusiva. Un d'ells és el Spin Turbo, que pot ser utilitzat pels pilots sempre que els seus vehicles són conduïts amb la roda anti-gravetat. Durant aquests moments, en copejar els vehicles rivals o amb alguns elements específics repartits per tot el circuit, els vehicles giren i obtenen una breu injecció de velocitat extra. Yabuki va dir que el van inspirar les baldufes japoneses. Llavors Yabuki va explicar per què no es pot jugar una cursa entre dos jugadors en Mario Kart 8 utilitzant la pantalla de control de Wii U GamePad, juntament amb la pantalla del televisor, en lloc d'utilitzar la funció de split-screen (pantalla dividida); va dir que jugar amb algú a través de la pantalla gran de TV li dona un joc més competitiu a l'aire. El director Mario Kart 8 també s'ha referit a la sorprenent inclusió dels set Koopalings com a personatges jugables, així com la notable absència d'alguns pilots dels de gran part dels fans de la sèrie, com Bowser Jr., Diddy Kong i Dry Bones; ell va dir que ho disculpava, però creu que els Koopalings tenen tots diferent personalitat i que també poden ser divertits. Recordar que, a més dels set Koopalings, Mario Kart 8 porta dos novetats: Baby Rosalina i Pink Gold Peach. Una altra pregunta molt interessant per Kosuke Yabuki va ser sobre la possibilitat de comptar amb personatges d'altres franquícies de Nintendo en un Mario Kart, així com en la sèrie Super Smash Bros.. El director va dir que molts personatges no vol dir necessàriament que el joc serà millor, però això és una idea que en realitat pot arribar a ser utilitzada en el futur.
El productor Hideki Konno i director Kosuke Yabuki, en una entrevista amb IGN, van parlar, entre altres coses, del Mario Circuit i els problemes que va comportar: «Per iniciar una closca o una pela de plàtan, com fem això mentre que al mateix temps amb la gravetat i la influència que exerceix en els ítems? Acabem creant un mètode manual de la gravetat de control, que és el que es veu en el joc ara.». Gràcies a aquest mètode manual esmentat per Yabuki, passant per àrees específiques de circuits, representat per una llum blava, les rodes del vehicle anti-gravetat són motrius, el que els permet surar a la pista; que passa per una zona de llum de color taronja, pot accedir a trams d'antigravetat, corrent a través de les parets o fins i tot el sostre. Per descomptat, tot això només va ser possible gràcies a la potència tecnològica de la Wii U, que va donar llibertat a l'equip de desenvolupament per posar en pràctica les seves idees. Yabuki també va dir que pel que sembla molts suggeriments de nous circuits, però no tot podria ser utilitzat, el que no impedeix que s'utilitzarà en un futur joc de la sèrie. El circuit Sunshine Airport, per exemple, va ser dissenyat per un títol anterior de la sèrie Mario Kart, tal com es revela en l'entrevista Yabuki.
Ser colpejat per un Blue Shell a pocs centímetres de la línia de meta en l'última volta, essent primer i amb els oponents a la cua, és sens dubte una de les situacions més frustrants de jocs de Mario Kart. Però això és també una de les raons que fa que la sèrie sigui tan especial; la imprevisibilitat total dels resultats de les seves carreres, un sistema que ha estat àmpliament copiat però mai superada pels seus competidors. En Mario Kart 8, però, els desenvolupadors diuen que estan orgullosos d'haver arribat a un nivell d'ítems comptables mai vist en cap altre joc de la sèrie, en una entrevista a la revista britànica GamesMaster. Cal destacar que Mario Kart 8 porta quatre ítems totalment sense precedents: Boomerang Flower, Crazy Eight, Potted Piranha Plant i Super Horn, aquest últim és capaç de desintegrar completament per Blue Shell en apropar-se al vehicle.
En una entrevista amb Kotaku, el director d'àudio de joc Mario Kart 8, Kenta Nagata, va revelar que les cançons creades per a la sèrie Mario Kart són no només per servir com a fons per a les carreres, sinó per a romandre en la ment dels jugadors. Per aconseguir aquest efecte, utilitza un mètode que sembla infal·lible: una cançó és només un gran èxit si l'equip de producció del joc comença a taral·lejar-la inconscientment mentre juguen. En Mario Kart 8, Nintendo va optar per utilitzar música gravada amb orquestra en viu per amplificar la sensació de sorpresa oferta per uns gràfics en alta definició, i també per donar més vida i energia a cadascun dels escenaris. Nagata després explica que era necessari contractar músics amb experiència en diversos gèneres i instruments musicals, com les carreres de Mario Kart 8 també són molt variades. No obstant això, aquests músics toquen els instruments necessaris d'una manera una mica diferent del que normalment viuen actuacions, com un dels secrets de l'èxit de la música de Mario Kart és que la seva música ha de tenir la capacitat de reproduir de forma contínua i sense molestar al jugador. El compositor Shiho Fujii, que ha treballat en la música per als jocs de New Super Mario Bros. U (Wii U, 2012) i The Legend of Zelda: Skyward Sword (Wii, 2011), creu que és un repte per crear melodies que barregen l'estil dels jocs de vídeo en viu amb eficiència. Responsable de la creació de Mario Circuit i Electrodome en Mario Kart 8, Fujii ha posat èmfasi que per a les pistes d'estil de circuit, la prioritat era utilitzar instruments reals (com baix, bateria i guitarra); mentre que per a les pistes amb temes més fantàstics o inusuals, idealment utilitzant més sons de sintetitzador, per ressaltar l'aspecte peculiar d'aquests escenaris. En aquesta entrevista, tots els compositors van parlar de cadascun dels escenaris.
En una entrevista amb IGN el 3 de juliol, el president Nintendo of America Reggie Fils-Aime va dir que la rica experiència proporcionada pel joc de Mario Kart 8 assegura que tindrà una llarga vida al davant, sobretot si tenim en compte l'èxit de llarga durada dels títols anteriors de la sèrie, Mario Kart DS i Mario Kart Wii. L'executiu també va indicar que la interacció amb Amiibos es donarà a conèixer en el moment adequat per ampliar encara més la vida del títol. Van sortir 22 captures de pantalla aleshores.
A principis de maig de 2015 Nintendo va publicar l'informe financer de l'últim any fiscal i en la reunió d'inversors Nintendo va dir que podria fer més contingut addicional per al joc per mantenir-los en vida.
Després de dir que Splatoon (Wii U) pot ser el «Mario Kart" dels jocs de tir en el multijugador, i convidar als fans d'aquest joc a provar-lo, Nintendo ha revelat que està duent a terme una intensa campanya de màrqueting per promoure'l al Regne Unit. Aquestes són frases de Chandra Nair, Gerent de Màrqueting de Nintendo del Regne Unit, durant una entrevista al lloc MCVUK.

## Mariokart.tv
La companyia Nintendo va anunciar el dia 8 de maig en el seu lloc web japonès, i juntament amb els guanys i les pèrdues en el seu últim any fiscal, que al mateix temps que el videojoc sortirà una aplicació/lloc web per a dispositius mòbils com telèfons intel·ligents i tauletes dedicada a Mario Kart 8, anomenada «Mario Kart TV", que és el nom d'un dels serveis online dins el joc.
Qui va llançar la notícia original va ser el diari japonès Nihon Keizai Shimbun, que explica que aquest lloc/app sortiria junt amb el llançament del joc als sistemes iOS i Android, i permetrà fer seguiments del rànquing mundial a Mario Kart 8, així com comprovar l'estat en línia dels seus amics, i veure vídeos publicats per aquests -amb vídeos d'entre 30 i 60 segons, mostrant les partides des de diversos angles- i els tornejos en què participa. L'aplicació també es podrà veure per ordinador.
Finalment, el 29 de maig l'aplicació va sortir sota l'enllaç mariokart.tv Arxivat 2014-05-30 a Wayback Machine.. A part d'aquestes funcions, també es poden visitar alguns vídeos d'algun circuit específic en la secció «Movies", compartibles a Miiverse, YouTube, Twitter o Facebook. Les noves opcions com la classificació mundial de la contrarellotge i les maneres de torneig, s'han d'afegir en futures actualitzacions.
Encara que no és obligatori tenir un Nintendo Network ID per accedir a «Mario Kart TV", així es troben més ràpid els vídeos d'amics i tornejos en què van participar. Satoru Iwata va assenyalar la conveniència del servei, que pot ser utilitzat pels jugadors, fins i tot quan no són a casa, a través dels telèfons intel·ligents. Segons l'executiu, la iniciativa forma part de la política actual de Nintendo perquè els jugadors poden tenir encara més diversió amb els seus jocs i mantenir-se en contacte fins i tot quan estan lluny de les seves consoles.
Recordar que durant una reunió amb els inversors a finals de gener, el president mundial de Nintendo, Satoru Iwata va revelar que l'empresa té intenció de reforçar la seva presència en els dispositius mòbils; també va esmentar en el seu moment que Nintendo podria prendre el Nintendo Network ID i proporcionar continguts a la carta (on-demand) per als usuaris de smartphones i tauletes en el futur.
Juntament amb l'actualització 2.0 del joc, Mario Kart TV es va actualitzar: ara hi ha una pàgina d'usuari, que porta un enllaç al perfil d'usuari en Miiverse, i botons de compartir per a Facebook o Twitter; aquesta pàgina també mostra estadístiques i dades d'usuari, així com Race Rating, Battle Rating, Favorite Tournaments i Highlights segons s'ha publicat a YouTube; també es pot saber informació sobre tornejos com Schedule, Rules, Entry, Entry Code, Description, Rankings i Highlights; també es pot veure una llista de tots els seus Amics i Amics Actualment en Línia (si està jugant al joc).
Nintendo va anunciar el 8 de març de 2016 que el web seria tancat el 5 d'abril a les 8 h (horari espanyol peninsular). No es van explicar les raons específiques que han portat aquesta decisió, però es ressaltà que els jugadors encara podrien enviar clips de curses i veure els vídeos de Mario Kart TV dins el propi joc, tot i després del tancament del web, a més que cap dels clips enviats a YouTube serien eliminats.

## Recepció

### Crítica

#### Crítica de la premsa especialitzada
La crítica especialitzada ha valorat amb excel·lents el joc. El diari The Guardian, amb un 100, diu: «Increïble el que han fet els dissenyadors de Nintendo.» DarkStation diu, amb la mateixa nota: «Probablement no he de dir això, però a Nintendo saben el que fan quan es tracta de la franquícia Mario Kart. Una vegada i una altra, tornen amb els jocs de carreres excepcionals i Mario Kart 8 podria ser la millor que hem vist mai.»
Game Revolution, junt amb Eurogamer, li posen un 100, coincidint en què el joc és bo, accessible, profund i ric; un videojoc premium semblant a les produccions de Hollywood i que els seus treballs comencen a arribar a la línia de meta; és el millor des de l'era Nintendo 64. La revista Official Nintendo Magazine del Regne Unit explica, puntuant-lo amb un 96, que «el joc mou amb valentia més enllà de l'ombra dels seus predecessors, l'ús dels seus sistemes, les seves idees, i fins i tot les seves petjades, però adaptant-los a adaptar-se a la seva pròpia visió d'un joc veritablement enginyós per deixar que la gent obsessionada, aprenent línies, configuracions karts i trucs, però mai abandonant a les persones que els encanta la sèrie.» LevelUp, amb un 94: «Ràpid, estimulant i vibrant, Mario Kart 8 millora gairebé tots els aspectes de la franquícia. És una pena que el Battle Mode és ara una versió aigualida d'una carrera normal. El curt nombre de fotogrames per segon a les competicions locals de 4 jugadors també afecta una experiència d'una altra manera prístina.». MeriStation, amb un 93, diu que és el joc que els falta als usuaris de Wii U i diu que és probablement el millor joc de la franquícia, anomenant-lo gran i equilibrat joc, ple d'opcions i modes multijugador en línia, brillant i bones imatges.
La revista alemanya GamePro li va donar un rodó 90%, i d'acord amb el breu resum de la història publicada pel jugador BlutGulasch al lloc Reddit, el joc ha rebut molts elogis. L'anàlisi assenyala que els gràfics i la BSO són impressionants, i que tots els circuits del joc són fantàstics, però es queixa de l'alta freqüència de l'Spiny Shell, que pot aparèixer més de tres vegades en el mateix circuit. El joc corre en suaus 60 fotogrames per segon durant les disputes de la modalitat d'un sol jugador, i aquesta velocitat es redueix a 30 fotogrames per segon en joc de dos jugadors o més de manera simultània. Una altra característica important de la manera multijugador és l'habilitat per configurar opcions com el nombre de curses, els elements disponibles, o la dificultat del rival.
Joystiq, amb un 90, diu: «Tot i que les pistes són repetitives i se senten com una extensió natural de la sèrie en lloc d'una revelació de joc canviant, però és un gran complet per a una experiència ja agradable. Les característiques socials són sorprenentment sòlides i fins i tot poden sobreviure a la selecció total del circuit, sinó que ajuda que les noves pistes se senten com digne d'una visita que es nota tan destacada a la sèrie, que també afegeix anti-gravetat».
Edge Magazine, amb un rodó 90: «Mario Kart 8 és un argument molt poderós a favor de l'enfocament idiosincràtic de Nintendo de dissenyar.». Destructoid diu, amb la mateixa nota, que el videojoc passarà de moda d'aquí a una eternitat i que és el seu videojoc preferit de la sèrie Mario Kart des de Mario Kart: Double Dash!!, i que si tingués DLC i circuits per al Mode Batalla seria perfecte. Nintendo Life: «Els vehicles i els pilots no han manejat millor, la col·lecció dels cursos és possiblement el millor fins ara, mentre que tornar a jugar a través de carreres fantasma i multijugador i tornejos és gairebé interminable. Algunes rareses de disseny a part, aquest s'uneix a la llista que han de tenir els jocs de Nintendo a la Wii U; és un esforç realitzat que empeny a la franquícia cap endavant.».
IGN, amb un 90, diu: «El millor videojoc de curses de karts que Nintendo ha fet en molt de temps. Estableix un equilibri acurat entre refinació velles idees i introdueix nous frescos. És cert, els seus magnífics gràfics i banda sonora orquestrada de jazz reforcen la seva presentació, però que està rebent molt més que només es veu amb aquest.». Canadian Online Gamers, amb un 89, explica: «No hi ha dubte que Mario Kart 8 és un gran videojoc, així de simple. Amb el poder de la Wii U a la seva disposició Nintendo ha estat capaç de crear alguns realment grans pistes que busquen, afegir molts més corredors per tu competir en contra, i hi ha un component multijugador local i en línia bastant robust per als aficionats a gaudir.». GameTrailers, amb un 86, diu: «L'alta qualitat general del joc és tan impressionant que en realitat no importa tant que el truc de gravetat zero tot just afegeix res que sigui veritablement nou. Una altra vegada, però, Nintendo pot ser que necessiti per arribar a nous trucs si pretén mantenir tornant per més.». Digital Spy i Giant Bomb, amb un 80, coincideixen que «Mario Kart 8 és una actualització conservadora, optant per polir i refinar en lloc de reinventar, però segueix sent tan atractiva per un corredor com sempre ho ha estat.».
GamingTrend i GamesBeat, puntuant-lo amb un 80% i un 85% respectivament, coincideixen que «si vostè està buscant un joc de carreres capritxós i accessible a jugar amb els seus amics i família, Mario Kart 8 és un dels millors. Això sí, no esperis cap contingut addicional fora dels modes més bàsics.» Amb un 80, ShackNews diu que el joc mostra com Nintendo pot posar la seva experiència, fins i tot amb alguns alts i baixos en la qualitat, l'ús fent un joc destacat, afegint HD i un nou Rainbow Road i una marxa lenta contínua cap a la funcionalitat en línia moderna, i diu que és el millor de la sèrie ha estat des de l'època de GameCube». GamesRadar, amb un 80: «Mario Kart 8 és un hàbil i magnífic aspecte corredor de kàrting que és perfectament sòlid, però no sempre és tan interessant o addictiu com hem arribat a esperar de la sèrie.»
Amb un 80, GameSpot opina que «la primera impressió de Mario Kart 8 em va comportar un badall. Mario Kart és una de les meves franquícies favorites, però és difícil emocionar pel mateix de sempre. Però com més jugava, més em va agradar dels molts canvis petits, i vaig aprendre a estimar el meu temps al Regne Xampinyó. I ara que badall ha canviat a un crit d'alegria. És més Mario Kart! Estic feliç de Nintendo encara entén el que fa que aquesta divertida sèrie tan maleïda.».
EGM, amb un 75: «Mario Kart 8 es veu espectacular, sona impressionant, i ofereix carreres d'acció sòlida digna de la sèrie. Però també aquest rar joc de Nintendo que aconsegueix ser inferior a la suma de les parts impressionant gràcies a algunes decisions desencertades disseny, idees a mig cuinar, i el Battle Mode entorxats.» NintendoWorldReport va explicar, puntuant-lo amb la nota més baixa, que és un 75, que aquest joc és, simplement, bonic, quant a banda sonora i cançons increïbles que recorden el passat els jocs de Mario en nous estils musicals, però també té vapidness.
El periodista Lucas Brum, destaca els principals llocs d'interès del nou títol de la sèrie Mario Kart, des dels gràfics als controls, passant per la BSO orquestrada en viu. Brum també destaca la varietat d'opcions de control de Mario Kart 8, que fan que el joc sigui accessible a qualsevol jugador, experimentat o no. La funció de Mario Kart TV no s'ha oblidat. El periodista conclou la seva anàlisi: «Mario Kart 8 és de fet el millor joc de la sèrie publicada fins ara. Es pot veure la vídeo-anàlisi al lloc R7, que dona al joc la nota de 10/10».

#### Crítica de la premsa no especialitzada
Relacionat amb el joc Mario Kart 8, en un recent article que va escriure per al lloc web de la prestigiosa revista Forbes, l'escriptor Jordan Shapiro fa una observació interessant: «Per alguna raó, sembla haver-se convertit legal odiar Nintendo». En una indústria que s'enorgulleix en l'actualitat té una gran quantitat de jocs d'adults, és irònic reconèixer que la maduresa és deficient en la majoria d'aquests jocs. En els títols de llançament que poden ser gaudits per tota la família, ja sigui experimentat o no en els jocs, Nintendo ha demostrat un cop més el respecte i entendre al seu públic, i també un munt de maduresa. L'autor compara Mario Kart amb Star Wars, en què l'atractiu pot transcendir generacions, delectant les audiències de totes les edats. Com assenyala l'article publicat al lloc web de Forbes, Mario Kart 8 ha rebut molt bones crítiques, encara que alguns, es van queixar sobre les característiques dels jocs anteriors de la sèrie que van ser eliminats en la nova versió.

#### Crítica tècnica
Specialistes de Digital Foundry, subsidiària d'Eurogamer, van donar a conèixer els resultats d'una anàlisi tècnica exhaustiva de Mario Kart 8, especialment en relació amb la taxa d'imatges per segon, la qual cosa és un element crucial en els jocs de carreres, ja que implica directament a la velocitat amb la qual gràfics es mostren i s'actualitzen a la televisió (o a la pantalla del Wii U GamePad). D'acord amb aquesta anàlisi, Mario Kart 8 va a 60 quadres per segon sense problemes quan només hi juga una persona, fins i tot en el mode de dos jugadors amb pantalla dividida. En disputes on hi ha personatges controlats per la CPU, la velocitat de fotogrames baixa a 59 fps constantment. Els partits entre quatre jugadors amb pantalla dividida també van mostrar els mateixos resultats, però la velocitat de fotogrames, en aquest cas varia de 30fps a 29fps. Quant al visual de Mario Kart 8, Digital Foundry diu definitivament el joc funciona a 720p natius, que no és en absolut un desavantatge, tenint en compte que molts jocs llançats per a les consoles de la competència, com PlayStation 4 i Xbox ONE, s'han trobat amb dificultats per aconseguir la resolució nativa de 1080p. Encara que les textures dels escenaris de Mario Kart 8 mostren algunes imperfeccions menors en llocs on hi ha un munt de detalls, la dinàmica del sistema de la il·luminació del joc va ser implementat de manera molt eficient, el que els deixa encara més gràfics vívids i impressionants.>

### Premis i nominacions
Mario Kart 8 va rebre dos premis en el Gamescom 2013, com a «Millor joc de Nintendo Wii" i «El joc més familiar».
Una de les justificacions utilitzades per l'equip de l'IGN per triar Mario Kart 8 com a joc del mes de maig de 2014 va ser la següent: «És molt bonic jugar finalment els jocs de Nintendo en alta definició, i es poden veure els bigotis de Mario i Luigi onejant al vent...». Però és clar que el nou Mario Kart de Wii U és molt més que els personatges, i va ser precisament per aquesta raó que tres dels principals editors d'IGN - Sam Clayborn, José Otero, i Daemon Hatfield - van explicar a la gent per què Mario Kart 8 és el millor joc llançat al maig, i també un dels millors títols de la nova generació, en un vídeo.
La 32a edició 2014 de la prestigiosa cerimònia de premis Golden Joystick Awards, que se celebrà a l'octubre, va donar a conèixer la llista de jocs ha indicat que estan oberts a la votació del públic fins al dia 20 d'octubre. Mario Kart 8 va ser nominat en cinc d'elles; Millor Disseny Visual, Millor Multijugador, Millor Àudio, Millor Joc de L'Any i Millor Moment dels jocs per la mirada de la mort d'en Luigi.
El videojoc va estar nominat en els The Game Awards del 2014 en la categoria de «Millor joc familiar", i la mirada de la mort d'en Luigi com a «Millor creació dels fans».
Mario Kart 8 va guanyar la categoria Videojocs de les Children Awards 2014, organitzades per la BAFTA.
El joc va ser el cinquè dels millors videojocs del 2014 per la famosa revista Time.
Mario Kart 8 va ser triat el millor joc de curses del 2014 per les 18es «The Dice Awards" el 6 de febrer de 2015.
Mario Kart 8 va estar nominat a les categories de «Conquesta en àudio", «Millor joc", «Família" i «Multijugador" en les British Academy Games Awards 2015 que, organitzades per la British Academy of Film and Television Arts, tindran lloc el 12 de març.
Mario Kart 8 està nominat a la categoria de «Joc Més Addictiu" a les Kids Choice Awards que s'emetran a Nickelodeon España l'1 d'abril.

### Prellançament
En el número d'octubre de 2013, la revista japonesa Famitsu considera que Mario Kart 8 és el 12è videojoc més buscat. Després del llançament de Pokémon X i Pokémon Y, Famitsu diu que Mario Kart 8 és el 8è videojoc més buscat. A més, en el número del gener de 2014 era ja sisè més buscat.
El nou tràiler de Mario Kart 8 publicat pel Nintendo Direct del 14 de febrer de 2014 sembla haver animat els jugadors japonesos, ja que el nombre de comandes a Amazon Japó ha augmentat significativament, tant fins a ser el joc més venut de la botiga, encara que falten més de tres mesos per al seu llançament oficial.
La revista japonesa Famitsu va alliberar el 27 de febrer de 2014 una nova llista de 30 videojocs més buscats per als seus lectors. Mario Kart 8, que va aparèixer a la segona posició en el rànquing de la setmana passada, és en la quarta posició de la llista actual.
Segons el nou rànquing publicat per la revista Famitsu, Mario Kart 8 es troba en segona posició en el rànquing que porta els vint videojocs més deistjats dels lectors de la revista. La llista també conté altres llançaments importants, com Super Smash Bros. for Wii U (2014) en 19a posició, i Super Smash Bros. for Nintendo 3DS (2014), en 20a.
En un rànquing de Famitsu el 14 de març, Mario Kart 8, que ha ocupat la primera posició d'aquesta llista fa un parell de setmanes, apareix de nou en relleu, però aquest cop en tercera posició per 772 vots.
En la llista setmanal del 8 de maig de 2014 que publica la revista Famitsu que mostra els videojocs més desitjats pels seus lectors, Yoshi's New Island s'hi afegeix amb 110 vots, i en la 29a posició. Mario Kart 8 apareix en 2a posició amb 614 vots, Super Smash Bros. for Nintendo 3DS apareix en 15è lloc amb 228 vots, i Super Smash Bros. for Wii U apareix en 18a posició amb 193 vots.

### Vendes
El Club Nintendo nord-americà es va estancar l'1 de juny de 2014 per l'alt nombre de peticions per registrar el joc i rebre'n un de franc.
En la setmana del 25 al 31 de maig de 2014 les vendes de la Wii U van augmentar considerablement, fins a un 666%, segons l'institut GFK, i un 82% d'ells són en paquets amb Mario Kart 8, esdevenint el joc més venut. Va ser el segon més venut entre el 25 de maig i el 28 de juny de 2014.
1,2 milions de còpies de Mario Kart 8 es van vendre a tot el món fins a l'1 de juny, segons va publicar per Nintendo.
Mario Kart 8 va ser el tercer videojoc més venut quant a Nintendo eShop de Wii U a data de 27 de maig a 4 de juny i mundialment.
Mario Kart 8 va ser el videojoc més venut al Japó en el període de 26 de maig a 1 de juny de 2014, venent 325.892 unitats a la regió.
Segons Famitsu Mario Kart 8 va ser el quart videojoc més venut en el primer semestre de 2014, amb 512.467 unitats venudes. La Wii U va vendre 291.605 en aquest període i 1.810.032 en total
Mario Kart 8 va ser el segon videojoc més venut al Regne Unit en el període del 31 de maig al 7 de juny de 2014, i el més venut en els de la Wii U.
L'analista David Gibson va revelar a través del seu compte de Twitter que, segons Nintendo, als Estats Units Mario Kart 8 vendre 450.000 còpies en els seus primers tres dies (30 al 31 de maig i 1 de juny), que correspon al 18% del nombre de consoles Wii U venudes als EUA fins al moment. Per a la comparació, Mario Kart 7 (3DS, 2011) va vendre 250.000 còpies en els seus primers tres dies als Estats Units, amb una quota de membres de 7% en el moment. Nintendo també va revelar que el llançament de Mario Kart 8 augmentar 4,1 vegades les vendes de la Wii U, mentre que el llançament de Mario Kart 7 a desembre de 2011 va augmentar les vendes de la 3DS per 2,4 vegades.
Segons NPD Group, Mario Kart 8 va ser el segon videojoc més venut als Estats Units durant el maig de 2014, tenint en compte que el joc hi va sortir el dia 30 i que només es compten les vendes en format físic. 60.000 còpies es van vendre del joc el setembre de 2014 i ja en duu 1,2%, el que fa que les vendes en van augmentar un 50% l'agost.
Mario Kart 8 ha venut gairebé dos milions de còpies a tot el món a data de 27 de juny. La revelació va ser feta per Genyo Takeda, director general de la Divisió de Desenvolupament i Investigació Integral de Nintendo, durant la 74a reunió anual de l'empresa i els seus accionistes.
Va fer augmentar un 479% les vendes de la Wii U respecte al juny de 2013 i el juny de 2014 al Regne Unit, segons l'institut jvm. Considerant que els primers sis mesos de 2014, les vendes de jocs per Wii U a la regió van mostrar un increment de 112% en comparació amb el mateix període de 2013. Òbviament, tot aquest èxit està relacionat amb el llançament de Mario Kart 8. Així, totes les altres consoles (inclosa la 3DS) van reduir el rendiment en l'àrea durant aquest període; aquesta primera taula mostra el nombre de jocs venuts (només còpies físiques) per a cada consola, mentre que la segona taula mostra el benefici d'aquestes vendes. La Wii U ha venut 1.320.000 d'unitats, la Xbox One 2.610.000 d'unitats i la PlayStation 4 és de 3.020.000 d'unitats.
Segons l'institut d'enquestes NPD Group, Mario Kart 8 ha venut 470.000 còpies al juny a Amèrica del Nord, i unes 855 des del seu llançament en format físic i digital, convertint-se en vicelíder en els jocs més venuts al juny. En un comunicat de premsa, Nintendo ha revelat que les vendes de la Wii U al juny de 2014 van créixer un 233% en comparació amb el mateix període de l'any passat, mentre que les vendes de la 3DS van tenir un augment del 55% entre maig i juny de 2014. Scott Moffitt, Vicepresident de Vendes i Màrqueting de Nintendo of America, ha parlat d'aquest èxit, dient: «Aquests resultats reforcen el poder de la franquícia Mario Kart i anuncien un futur brillant per a la plataforma Wii U. La història mostra que els jocs de Mario Kart en general tenen una vida útil extremadament llarga. Estem absolutament esperant que Mario Kart 8 segueixi generant un bon moment per al nostre negoci a les àrees de maquinari i programari a través de les festes de final d'any i en el futur pròxim».
L'informe financer de Nintendo corresponent al període d'abril a juny de 2014 va revelar que el nombre de vendes a tot el món de la consola Wii U (2012-), durant aquests tres mesos va ser de 510.000 unitats; amb aquest resultat, i així ja s'han venut 6.680.000 d'unitats arreu del món. Va ser el responsable Mario Kart 8, que va vendre 2.820.000 còpies a tot el món des del seu llançament. 36.670.000 exemplars de programari s'han venut a tot el món fins ara.
La Nintendo of America va revelar una llista el 15 d'agost mostrant els videojocs més venuts de Wii U i 3DS, recordant molts dels jocs que encara han de sortir que poden augmentar les vendes del seu programari. Mario Kart 8 ja ha venut més d'un milió de còpies als EUA, convertint-se en el quart videojoc més venut en totes les plataformes el juliol, sent New Super Mario Bros. U el joc més venut de la consola, amb 1.690.000 de còpies venudes. Les vendes de la Wii U a la regió han augmentat un 60% el juliol de 2014 comparat amb el juliol de 2013, mentre que pel seu programari ha augmentat un 135% en el mateix període. Això, junt amb l'anunci que els Pokémon Trading Card Game Online sortirà per a iOS, va fer que les accions de Nintendo augmentessin un 4% a la Borsa de Tòquio.
La botiga GameStop va reportar que les vendes internacionals de la Wii U varen triplicar-se durant el segon semestre de 2014 quan es compara pel mateix període del 2013, que es deu gràcies a Mario Kart 8.
Shelly Pearce, directora de màrqueting de la Nintendo britànica, es mostra confiada que l'èxit de la Wii U va augmentar gràcies a l'impuls de Mario Kart 8 i a l'E³ 2014, i que «ho pensen tornar a intentar" aquest hivern així com l'any que ve.
Mario Kart 8 va vendre 4,77 milions d'unitats fins al 17 de febrer de 2015, sobretot a Austràlia, degut a la campanya de Nadal. Fins al 31 de maig de 2015 se'n van vendre 1.006.719 còpies al Japó.
A data de 30 de juny de 2015 va vendre 5,43 M, convertint-se en el joc més venut per a Wii U a nivell mundial.
Mario Kart 8 va ser el 48è videojoc més venut al Regne Unit durant el 2015.

### Màrqueting i mercaderia

#### Reserva del joc
En certes botigues espanyoles reservant-lo es pot aconseguir o un pack de tres cobreclaus exclusius tematitzats amb ítems de la saga o una samarreta amb la Closca de Punxes (aquest últim si es fa a GAME).
Als Estats Units la recompensa per als que reservin una còpia de Mario Kart 8 a les botigues Best Buy rebrà una targeta que li dona dret a omplir el tanc del seu vehicle de motor amb 10 dòlars de gasolina. Per això, s'ha de reservar Mario Kart 8 en botigues físiques o lloc web de Best Buy. En qualsevol cas, el client rep un codi (paper o electrònic) que es pot utilitzar en qualsevol estació de servei en els EUA que accepti targetes de crèdit MasterCard; qui rebi el codi per correu electrònic ha escriure-la a aquest lloc abans del 30 de juny per rebre el seu val de benzina. El codi imprès només és vàlid fins al 31 d'agost de 2014.
La botiga nord-americana Walmart va estar oferint un regal per als qui reservin Mario Kart 8 (Wii U, 2014) a les seves botigues, que consisteix en el Wii Mario Kart Racing Wheel, acessori que fins ara era exclusiu europeu. A més, també rebrà un crèdit de $ 5 per a ser usat en la compra d'una pel·lícula/sèrie digital al proveïdor VUDU. L'acessori PowerA Wii Mario Kart Racing Wheel es podrà comprar per separat en aquestes botigues.
Al fer una reserva del joc Mario Kart 8 en una de diverses botigues GameStop als Estats Units, o per mitjà d'anuncis en línia (on és necessari imprimir i visualitzar la confirmació de la comanda abans de rebre el regal a la botiga), rebrà un doble cartell del joc, en què en una banda apareix el pilot Mario i en l'altra els 16 circuits Nitro. Segons GameStop, aquest cartell té unitats limitades.

#### Edició de col·leccionista i altres regals europeus
Nintendo of Europe llançà un pack de col·leccionista relacionat amb Mario Kart 8, en què s'inclou el videojoc en format físic i una mena de trofeu en forma de Closca de Punxes (o Closca Blava). Si es descarrega Super Mario Kart online hom haurà guanyat cert descompte per a comprar-se després el videojoc, tant sigui físicament com digitalment. La promoció va ser vàlida fins al 30 de març de 2014, data de llançament del videojoc al continent europeu. El pack de col·leccionista va sortir el mateix temps i s'exhaurí amb les 5300 unitats.
A més, la botiga oficial en línia de Nintendo Britànica va estar oferint un pack estàndard amb la samarreta d'en Bullet Bill i un clauer del Red Shell i el joc (talles gran, mitjana, extrallarga i petita), un pack amb la samarreta amb el pack de col·leccionista (gran, mitjà, extrallarg i petit). Depenent de la botiga on es faci la prevenda de Mario Kart 8, estarà disponible com regals gratuïts clauers temàtiques Red Shell, Bullet Bill o Gold Mushroom. Segons Nintendo, els consumidors europeus que ja han fet la pre-venda de Mario Kart 8 podran aconseguir els nous paquets, d'acord amb la disponibilitat. A més, també és possible fer aquesta promoció a Austràlia, gràcies a la botiga EB Games.
La Amazon.com Alemanya ha enumerat, a data de 3 de maig, una nova edició especial del joc Mario Kart 8 en el seu catàleg, el que es diria «Steelbook Edition", que es pot adquirir per 69,99 euros en comptes de 59,99 € que costa el pack real. Empaquetat en una caixa de metall, aquesta edició és ideal per als col·leccionistes, que val la pena la inversió addicional. Fins ara, el Mario Kart 8 Steelbook Edition sembla únic a l'Amazon Alemany, mentre que en altres botigues d'Europa, es pot pre-ordenar el model tradicional de la versió de Mario Kart 8 Limited Edition.
El paquet va ser llançat oficialment als Estats Units, però només està disponible a la botiga Nintendo World Store a Nova York. A diferència de la versió europea, el paquet és negre (fent referència al Wii U Premium Pack), ja que en l'europeu és blau, però els dos contenen una còpia del joc i una rèplica de l'Spiny Shell. La festa de llançament de Mario Kart 8 se celebrà al mateix lloc el 29 de maig.

#### Cursa de karts real de Pennzoil
Una col·laboració entre Nintendo i el fabricant dels olis de motor Pennzoil va promoure Mario Kart 8 mitjançant carreres de karts als Estats Units. Tenint lloc del 8 al 9 de març de 2014, l'esdeveniment es va dur a terme a l'exterior del Palms Event Center a Austin, Texas, on es realitzava, a dins, el SXSW 2014, una famosa sèrie de festivals que se centren en la música, el cinema i la tecnologia. Un circuit de karts està disponible a l'establiment, de manera que els fans poden experimentar la sensació de conduir un d'aquests vehicles amb l'ús del RFID (Radio Frequency IDentification), que fa augmentar o disminuir la velocitat dels karts quan els vehicles entren en contacte amb determinades seccions de la pista. D'altra banda, les carreres eren transmeses a les pantalles de tot el centre de convencions on el públic les podrà observar com si fossin dins el kart, i, a més, en forma d'streaming, en referència a les seccions clàssiques dividides de jocs multijugador locals de pantalla de Mario Kart. Val la pena assenyalar que Pennzoil aprofitava per promocionar el seu nou oli de motor, que és el primer realitzat amb gas sintètic per donar a llum als elements naturals.
Mostrat en el programa d'entrevistes estatunidenc Jimmy Kimmel Live, el nou comercial del fabricant d'oli de motor Pennzoil va dur, com a protagonista, en Mario. Al vídeo, el comediant Guillermo Rodríguez (o «Guiller'Mario") disputa amb James Broderick ("Running Man") un circuit de karts cursa que va ser muntat per Nintendo i Pennzoil per promoure Mario Kart 8 durant l'esdeveniment SXSW 2014 a Texas, Estats Units.

#### Matt Kenseth i Jeffrey Kingsley patrocinaren el videojoc
El conductor Matt Kenseth, de NASCAR, va córrer en el seu Toyota Camry decorat amb anuncis de Mario Kart 8 durant l'esdeveniment History 300, que se celebrarà el 24 de maig al circuit de Charlotte Motor Speedway, a l'estat de Carolina del Nord, Estats Units, a les 14:45 (hora local). L'acció és el resultat d'una iniciativa de les botigues GameStop per promocionar el videojoc. N'ha sortit un vídeo ràpid que mostra la preparació del cotxe de Matt Kenseth per a l'esdeveniment d'aquest dissabte. L'esdeveniment també serà transmès per l'emissora nord-americana ABC. Els aficionats que assisteixin al circuit Charlotte Motor Speedway poden jugar i participar en diverses activitats relacionades amb el joc Mario Kart 8, i fer fotos amb Mario i Luigi, que també serà en honor de l'esdeveniment. Aquestes activitats es duran a terme el dissabte 24 de maig, des de les 9 del matí fins a les 15 h del vespre, i diumenge, dia 25, des de les 10 del matí fins a les 18h de la nit (hora local). El que és més, els que visitin la botiga de Joe Gibbs Racing el dia 23, de 8 h a 13 h a la tarda (hora local), també pot provar Mario Kart 8, prendre fotos amb els germans de Mario i Luigi; i tenir l'oportunitat de guanyar un pòster signat del Matt Kenseth o productes relacionats amb Mario Kart, mentre els estocs durin. Se'n van llançar unes imatges.
Amb només quinze anys, el pilot Jeffrey Kingsley ja és un dels grans del kàrting al Canadà, sobretot després del campionat Rotax DD2 National Finals al Quebec, part de l'esdeveniment automobilístic ASN Canadian Karting Championships, que es va celebrar del 21 al 24 d'agost. Aquesta victòria va assegurar-li un lloc en la gran final del Rotax Max Challenge que tindrà lloc a València (País Valencià, Espanya) durant el mes de novembre. Nintendo of Canada ha decidit que patrocinarà Mario Kart 8 decorant-li el vehicle, el casc i l'uniforme.

#### Marxandatge

##### Accessoris per a Wii U

Imatge promocional del Racing Wheel.

- Racing Wheel. Creat per l'empresa PowerA, és possible comprar al lloc web britànic GAME un volant per a Mario Kart 8. L'accessori oficial Racing Wheel, on es pot encaixar el Wii Remote al mig, sembla un accessori que venia amb Mario Kart Wii dins un pack especial, però que podria ser comprat per separat. No se sap si l'accessori serà disponible dins un pack de Mario Kart 8.[172] L'accessori estigué disponible a la botiga nord-americana Walmart tant de forma individual com oferint-lo juntament amb la prevenda (vegeu #Reserva del joc).[159]
- Racing Wheel de Metal Mario.

La fabricant d'accessoris Hori llançà al Japó una nova edició del Mario Kart 8 Racing Wheel, aquest cop decorat seguint els patrons de Metal Mario, és a dir, platejat, i inclou un segell de la Copa Estrella a la part inferior.
- Racing Wheel de Link i Toad.

Hori va anunciar per al 6 de juliol el llançament de dues noves versions de l'accessori Racing Wheel: Link i Toad. El model del llegendari heroi de The Legend of Zelda té un acabament daurat, i té el majestuós símbol Hyrule's Royal Crest a la part del darrere. El Racing Wheel del Toad és blau, i duu el símbol del xampinyó a la part posterior.
- Calcomanies i volants de Hori. A poc més de dos mesos del llançament de Mario Kart 8 al Japó, ja s'ha anunciat una línia d'accessoris oficials fabricats per Hori, que serà llançat al mateix moment que allí: 29 de maig. Els fans japonesos poden triar entre el volant de Mario o Luigi per gaudir dels jocs d'una manera més realista, ja que la part del darrere permet ficar-hi el Wii Remote. També es pot guarnir el Wii U GamePad amb calcomanies de Mario o Luigi. En tot, les edicions de Mario són vermelles al davant i blau clar d'esquena, i les de Luigi són verdes al davant i blau fosc a l'esquena.[175] La botiga Amazon.com va estar obrint la reserva.[176]
- Wii U Pro Controllers temàtics. A data de 23 de maig, la botiga nord-americana Evil Controllers està oferint 4 Wii U Pro Controller personalitzats en les versions de Mario, Luigi, Princesa Peach i Yoshi. Aquests quatre comandaments ja es poden reservar i cadascun es ven per 79,99 $ incloent despeses, i conté una bateria instal·lada de 80 hores.[177]
- Joc de cartes. Els jugadors que decidissin garantir la seva còpia física de Mario Kart 8, a través d'Amazon Japó, van rebre a casa un joc de cartes, protagonitzada pels personatges de Mario Kart 8. Es pot triar entre la versió Mario i la versió Rosalina.[178]
- Wii U Racing Wheel Set Mario Kart 8. La fabricant d'accessoris per a videojocs Hori llançà el 26 de febrer de 2016 a Amèrica del Nord un parell de volants tematitzats en Mario i Luigi per utilitzarse en conjunt amb un Wii Remote a Mario Kart 8 o a Mario Kart Wii.[179]

##### Club Nintendo
- Camisa del Club Nintendo. Els membres del Club Nintendo nipons tenen l'oportunitat des del 28 de maig de 2014 d'adquirir una camisa temàtica exclusiva per 600 monedes. Pel que compri una còpia física o digital del joc i es registri al seu compte del Club Nintendo, aquesta es pot canviar per 500 punts. De color gris, la camisa porta pel davant a dotze dels trenta pilots que estaran presents a Mario Kart 8: Toad, Toadette, Koopa Troopa, Mario, Luigi, Peach, Princesa Daisy, Yoshi, Donkey Kong, Wario, Waluigi i Bowser.[180]> La samarreta va sortir al Club Nintendo europeu l'11 de desembre del mateix any per 3750 estrelles, en mides M, L i XL.[181]
- Xapes del Club Nintendo. Unes xapes que representen els ítems Boomerang Flower, Piranha Plant i Super Horn, que mesuren 13.7 cm x 7 cm x 3.4 cm cadascun, venen amb una caixa negra amb el logotip del joc i la marca de les figures per 4000 Stars al catàleg d'estrelles Club Nintendo europeu o per 2500 Stars per a l'australiana, des del 25 de novembre de 2014.[182]
- Carpetes del Club Nintendo. Es va llançar l'1 d'abril de 2015 un parell de carpetes que mostren les arts principals de Mario Kart 8, que venen acompanyades amb dos punts de llibre destacant en Mario i en Lakitu. Cadascuna mesura 24x30cm, i tot costa 1500 estrelles, que equival a registrar 6 jocs de Nintendo 3DS.[183]

##### Promoció temporal de McDonald's
- Figures i visera de Happy Meal. La cadena de restaurants de menjar ràpid McDonald's als Estats Units, va anunciar a la seva pàgina oficial que el proper Happy Meal tindria joguines de Mario Kart 8 que són les següents: Mario, Luigi, Peach, Bowser, Toad, Yoshi i Donkey Kong, cadascun conduint el seu kart o bicicleta. A més d'aquestes miniatures de pes, està disponible una visera vermella de Mario Kart 8. Aquest regals es van començar a distribuir als EUA a principis de juliol de 2014.[184] El 5 de juliol va sortir el comercial.[185] Les figures són joguines intel·ligents, capaços d'interactuar amb l'aplicació McPlay Power que es pot descarregar als smartphones i tauletes a través de botigues virtuals com l'iTunes App Store o Google Play. Un cop dins de l'aplicació, es tria el seu vehicle mini, i després escaneja amb la càmera del dispositiu per obrir un dels set jocs temàtics de Mario Kart 8.[186] Andre, del lloc GameXplain, mostra els detalls de la minirèplica del Mach Kart 8, amb en Bowser. Bastant fidel al model vist en el joc, kel art porta quatre rodes giratòries perquè els aficionats puguin divertir fent-ho córrer al llarg de diferents ambients.[187] El 12 de juliol Nintendo va promoure les figures i la cadena mostrant un vídeo promocional i unes imatges mostrant en Mario i en Luigi a l'àrea McAuto, en què hi havia nens amb el seu Super Mario Kart Ride-On que podien rebre el Happy Meal de mans d'ell i provar el joc, a Los Angeles.[188]

Aquesta promoció va ser vàlida per als restaurants australians l'octubre de 2014. També ho va ser durant el desembre de 2014 al Japó, encara que regalava: els dies 6 i 7, un pòster reversible; els dies 13 i 14, adhesius, i els dies 20 i 21, targetes de Nadal. Va tornar el 8 d'octubre de 2015 al Brasil.

##### Joguines
- Pistes de curses de Jakks Pacific. El fabricant de joguines multinacional JAKKS Pacific va llançar productes que van des de pistes de carreres inspirats en el concepte d'anti-gravetat a karts de joguina de Mario Kart que pot córrer per les parets i el sostre. D'acord amb la imatge il·lustrativa alliberada pel fabricant, aquests suports estan controlats per sensors d'infrarojos a través d'un dispositiu remot.[192]
- Anells de Takara Tomy representant alguns ítems. Els productes que van ser llançats a l'agost de 2014 pel fabricant Takara Tomy comencen amb una col·lecció de set anells que representen ítems de jocs: Red Shell, Green Shell, Mushroom, 1-Up Mushroom, Chain Chomp, Star i fins i tot King Boo. Llavors tenim una fila de cinc mini rèpliques de karts grisos amb corredors de Mario Kart 8: Mario, Luigi, Princesa Peach, Yoshi i Wario. Epoch també va anunciar una col·lecció de vuit plaques d'identificació per a gossos amb arts de Mario Kart 8, que, segons el fabricant, pot esdevenir divertits minijocs.[193]
- Pista de curses de boles d'Epoch. Epoch va llançar el juliol de 2014 al Japó una pista de carreres de boles que representen els pilots de Mario Kart 8.[194] El maig de 2015 en va sortir un altre.[195]
- Clauers de Mario Kart 8 fabricats per Bandai. A Amazon Japan es ven des de l'octubre de 2014 per 1400 iens un conjunt de clauers de Mario Kart 8 fabricats per Bandai, basats en Golden Mushroom, Banana, Coin, Red Shell, Green Shell, Mushroom i Star.[196]
- Single Loop track Set i Infinite Loop de Jakks Pacific. Jakks Pacific té al seu catàleg des de desembre de 2014 dues peces de la nova línia «Mario Kart 8 Shock Racers».

El Single Loop Track Set consisteix en un circuit de loopings i un kart de Mario que pot córrer en aquest si rep embranzida.
L'Infinite Loop consisteix en un altre circuit ple de curbes i un looping final en el qual un kart motoritzat de Yoshi inclòs en el paquet pot córrer-hi.
- Miniatures de karts de Takara Tomy. Takara Tomy Arts fabricà i distribuí al maig de 2015 al Japó una col·lecció de miniatures dels karts de Donkey Kong, Bowser, Toad, Metal Mario (també com a moto) i Peach d'or rosa, basats en l'artwork de Mario Kart 8.[198]
- Karts antigravitatoris de Jakks Pacific. La fabricant i distribuïdora Jakks Pacific llançà el 2015 a les botigues d'Amèrica del Nord en Mario i el seu kart estàndard teledirigits i amb la funció automàtica de col·locar les seves rodes per enganxar-se per les parets, a l'estil de l'antigravetat de Mario Kart 8.[199]
- Assortit de karts. En la Toy Fair 2015, realitzada a Nova York durant el febrer de 2015, es van mostrar alguns jocs ja llançats als EUA: un circuit muntable de 2,4 m anti-gravitatori de Carrera Go!!! que inclou els karts estàndards de Toad i Mario, o de Yoshi i Mario o de Toad i Mario amb piles; la Moto Estàndard d'en Yoshi teledirigida de Carrera RC; en Mario sobre el quad estàndard teledirigit; en Mario, en Bowser i en Donkey Kong i el seu kart estàndard teledirigit i un trencaclosques de 550 peces.[200]
- Quads que es mouen per propulsió de Jakks Pacific. A partir del març de 2015 Jakks Pacific llançà a les botigues d'Amèrica del Nord els llançadors «Shock Racers" que permet que quads pilotats per Mario, Luigi o Donkey Kong, es llencin mitjançant una palanca.[201]
- Pneumàtics de peluix. En dues versions diferents, uns pneumàtics de peluix van sortir a la venda al Japó a finals de març de 2015. Contenen una art oficial del joc i el logo a l'altre, posseeixen dimensions de 45 cm de diàmetre i 15 cm de gruixor.[202] Van sortir a finals d'agost uns mostrant els personatges Estela i Peach.[203] A finals d'octubre va sortir un mostrant en Bowser i en Mario enfrontant-se al circuit Estadio Mario Kart.[204]
- Thwomp Ruins Building Set, kit per a fer circuits que apareix llistat a la pàgina web de la distribuidora K'Nex com a producte que ha de sortir aviat.[205]
- Quadricicle rosa de la Peach i un quadricòpter de Mario. La fabricant de vehicles en miniatura Carrera va aprofitar la New York Toy Fair, realitzada del 13 al 16 de febrer de 2016, per ensenyar dos nous productes de la línia Mario Kart 8: un quadricicle rosa de Peach i un quadricòpter de Mario, ambdós controlats per control remot. El quadricòpter de Mario mostra en un vídeo com és capaç de posar les rodes dels seus vehicles en posició plana, permetent-lo fluctuar per la pista i córrer de cap per avall.[206]

#### Miley Cyrus promocionà el videojoc
Miley Cyrus tornà a fer polèmica després que ensenyés un selfie seu amb un Mando Pro de Wii U al seu Facebook. El desembre va publicar una nova imatge on mostra una partida de 4 jugadors a Mario Kart 8 a l'escenari Circuito Mario, i mostrant-se ella amb el Mando Pro de Wii U blanc, acompanyada amb la descripció «ohhhh hellllll yeah" ("oh infern visca").

#### Multimèdia oficial
- El recordista mundial i jugador més ràpid en Super Mario Kart al món, en concret el jugador britànic Sami Cetin i la seva neboda Leyla Hasso, van tenir l'oportunitat d'experimentar el joc Mario Kart 8 recentment, a invitació de Nintendo. Al vídeo publicat per la Nintendo britànica al seu canal NintendoWiiUK, aquests juguen als circuits Toad Harbor i Twisted Mansion, amb pilots Yoshi i Donkey Kong. En un altre vídeo, Sami Cetin dona alguns consells per a aquells que volen guanyar els millors temps a les pistes de Super Mario Kart.[208]
- Multimèdia a Twitter de Nintendo Espanya recordant la saga Mario Kart. Mentre faltaven tres dies del llançament europeu i fins al 5 de juny, Nintendo España es va canviar la imatge de perfil per la del Crazy 8.
- El tema principal de «Blue Shell Blues" tracta sobre les decepcions de les persones quan hi té lloc un fet intermedi que resulta frustrant a hom ("blue shelled"). ÉS un grup musical interpretada per Brett Domino (Rob J. Madin), un trio de músics britànics ja ben coneguts a YouTube, sobretot pels seus covers realitzats amb diversos instruments. Aquesta vegada, convidats per Nintendo, ha creat una composició que és una veritable oda a la Spiny Shell (o Blue Shell), un dels ítems més temuts de la sèrie Mario Kart.[209]

#### Mario Kart 8 Premium Pack i relacionats
Nintendo of Europe va anunciar el 24 d'abril que llançaria el Mario Kart 8 Premium Pack, un Premium Pack de Wii U que inclourà el joc, 3 dies de prova per a Wii Karaoke U by JOYSOUND i els seus accessoris (el llapis negre, l'adaptador de corrent de la Wii U i del GamePad, un suport per al Wii U GamePad, una base de recàrrega del Wii U GamePad, un suport per a la consola, el cable HDMI i la barra de sensors) i una Wii U negra amb 32 GB, el 30 de maig -juntament amb el llançament europeu del joc.
A la botiga oficial de Nintendo britànica està disponible una altra versió del Premium Pack però que està dividida en dues: l'edició Mario i la de Luigi: en totes dues s'inclou el mostrat amunt sobre els Premium Pack de sempre però se li afegeix la guia Prima del joc, el joc en disc, una calcomania (o vermella o verda) per al Wii U GamePad, un Wii Remote (de Mario o de Luigi) i un Wii Wheel (vermell o verd) i una gorra (de Mario o de Luigi). A més, s'anuncien Wii Remotes d'edició especial de Princesa Peach i Yoshi pel 30 de maig, tot per a Europa i Austràlia.
Reggie Fils-Aime, president de Nintendo of America va anunciar el 30 d'abril de 2014 en el Mario Kart 8 Direct el llançament d'un paquet especial de Wii U Deluxe Set (a Europa «Wii U Premium Pack", contenint 32 Gigabyte de memòria interna) als Estats Units pel 30 de maig, de manera que inclourà d'afegit una còpia del joc Mario Kart 8, a més d'un Wii Wheel de Mario, un Wii U GamePad i un Wii Remote Plus de Mario; el preu suggerit d'aquest paquet és de 329,99 $. Al registrar-se el joc al Club Nintendo nord-americà, dona dret a quatre jocs gratuïts de Wii U; més informació a #Promocions, concursos i sortejos. Kit Ellis i Krysta Yang van fer-ne l'unboxing en el seu vídeo Nintendo Minute com a part de la sèrie «Mario Kart MAYhem" el 24 de maig de 2014. El setembre de 2015 es va llançar un paquet semblant que contenia una còpia digital pre-instal·lada del joc (abans era en format físic) i codis de descàrrega per a baixar els dos paquets de DLC llançats per al joc, i aquesta nova versió ja no tenia els comandaments Wii Remote Plus i l'accessori Wii Wheel.
Nintendo va revelar el 29 d'agost el pack «Walmart Exclusive Mario Kart 8 Deluxe Set", amb una edició de Wii U especial amb Mario Kart 8 (2014) i Nintendo Land (2012) per 99,99$ només a la botiga mencionada, a mitjans de setembre.
El 13 de novembre de 2014 al Japó pel preu de 32800 iens van sortir dos paquets que inclouen: una Wii U blanca/negra, un Wii U GamePad blanc/negre, el joc Mario Kart 8, un Wii Remote blanc/negre, una barra de sensors, un suport per a la consola i dos suports per al Wii U GamePad. Aquests paquets es van discontinuar a l'agost de 2015 segurament per no tapar el llançament dels paquets de Super Mario Maker.
Per la botiga online britànica de Nintendo s'està venent des del 29 d'octubre de 2014 el Wii U Mario Kart 8 Mega Bundle, que inclou una Wii U negra amb el Wii U GamePad negre amb els seus accessoris (el llapis negre, l'adaptador de corrent de la Wii U i del GamePad, un suport per al GamePad, una base de recàrrega del Wii U GamePad, un suport per a la consola, el cable HDMI i la barra de sensors), una còpia física de Mario Kart 8, un volant Mario Red Wheel, una calcomania d'en Mario per al Wii U GamePad, un Wii Remote Plus d'en Mario, la gorra d'en Mario, una còpia física de Super Mario 3D World.
La botiga en línia de la Nintendo britànica va estar venent des del 5 de desembre de 2014 un paquet anomenat «Wii U Gamers Pack" per £299.99 (uns 378 €), que inclou un Mario Kart 8 Premium Pack (que conté aquest joc, 3 dies de prova per a Wii Karaoke U by JOYSOUND, els seus accessoris i una Wii U negra amb 32 GB), el paquet de Super Smash Bros. for Wii U amb l'amiibo de Mario, un Mando Pro de Wii U negre i una motxilla exclusiva de Mario.
El 7 d'octubre es va anunciar per al 30 del mateix mes el llançament d'un paquet de Wii U Premium Pack de 32 GB a Europa que conté Mario Kart 8 preinstal·lat i un codi de descàrrega per a Splatoon. El dia 21 d'octubre de 2015 es va anunciar que el paquet arribaria a Austràlia el 5 de novembre del mateix any.
El 15 de novembre de 2016 va sortir a Austràlia un paquet de Wii U Premium Pack amb un codi de descàrrega de Super Smash Bros. i Mario Kart 8 preinstal·lat.

#### Promocions, concursos i sortejos
Qualsevol adquisició de Mario Kart 8 i es registri el joc al Club Nintendo tant nord-americà o japonès tenia dret a triar i descarregar un lliure entre els quatre grans títols de Wii U: New Super Mario Bros. U (2012), Pikmin 3 (2013), The Legend of Zelda: The Wind Waker HD (2013) o Wii Party U (2013). A Europa i Austràlia és possible triar entre Nintendo Land (2012), New Super Mario Bros. U, Game & Wario (2013), Pikmin 3, The Legend of Zelda: The Wind Waker HD, Sonic Lost World (2013), Mario & Sonic at the Sochi 2014 Olympic Winter Games (2013), Wii Party U, The Wonderful 101 (2013) i Monster Hunter 3 Ultimate (3DS/Wii U, 2011 al Japó - 2013 a Occident). Tant a Amèrica com a Europa, aquells que compressin el paquet de Wii U Deluxe / Premium amb Mario Kart 8 inclòs (a més de diversos regals), també podient registrar el joc al Club Nintendo a participar en la promoció i guanyar un joc com a codi de descàrrega Wii U. Els compradors de Mario Kart 8 que residissin a Dinamarca, Noruega, Suècia o Finlàndia, a on encara no hi ha pàgina web de Club Nintendo, rebran un codi PIN en comprar Mario Kart 8, que pot estar registrada en un lloc creat per Nintendo; un cop el codi hi estigui registrat, els consumidors van poder triar un dels deu jocs digitals gratuïts per Wii U a elegir dels que estan disponibles per a Europa. S'ha de registrar el nombre PIN de la còpia de Mario Kart 8 abans del 31 de juliol per participar en la promoció del Club Nintendo; aquells que comprin la versió digital, han de tenir vinculat el compte del Club Nintendo amb el seu Nintendo Network ID. Llavors, s'ha d'entrar al seu compte del Club Nintendo a reclamar un dels quatre jocs (a Europa i Australàsia són 10) de la promoció fins al 31 d'agost, i el codi de descàrrega expira el 30 de setembre.
Nintendo anuncià que, si l'usuari registra Mario Kart 8 al Club Nintendo nord-americà, garantia 10 monedes extres, que se sumparien al seu compte tan aviat com es registri la seva còpia que pot ser tant física com digital. La data límit per declarar la seva intenció de comprar-lo és fins al 23 de maig, i només es rebran 10 monedes extres abans que passin quatre setmanes del 30 de maig. Recordar que es pot connectar el Nintendo Network ID al seu compte del Club Nintendo a les seves compres digitals i aquestes es registressin automàticament en el servei.
En associació amb Nintendo, la botiga nord-americana GameStop va dur a terme una promoció anomenada «Mario Kart Memories", que regalarà quatre Wii U Premium Pack/Deluxe Set de Mario Kart 8 en quatre sortejos que se celebraran el 15 de maig de 2014, el 22 de maig, el 29 de maig i el 6 de juny. Poden participar en aquesta promoció les persones que resideixen als Estats Units i que tinguin 18 anys o més. Per sol·licitar un dels quatre Grans Premis, només s'ha d'escriure un missatge a Twitter dient quin és el seu millor record de la sèrie Mario Kart, usant els hashtags #MarioKartMemories i #Promo. A més del Gran Premi, quatre primers premis seran elegits en cada sorteig, i guanyarà una targeta de regal de GameStop per valor de $ 100. Per conèixer les regles completes de la promoció, visiti el seu lloc web oficial fent clic aquí (i després a l'àrea «Official Rules"). En aquesta pàgina també es poden veure alguns dels tweets que s'han enviat.
Nintendo Espanya organitzà un concurs en què s'ha d'explicar quins records té el jugador de la sèrie Mario Kart, només el dia 30 d'abril a Twitter; qui guanyi rebrà el Mario Kart 8 Premium Pack.
El 31 de maig de 2014 va sortir una nova edició del «Mario Kart May-hem", sèrie que porta els presentadors Kit Ellis i Krysta Yang al programa Nintendo Minute. Aquest cop juguen el recentment llançat Mario Kart 8 a cegues, amb una corbata vermella de Donkey Kong lligada sobre els seus ulls. El primer jugador és Kit, qui li demana ajuda al seu company que els guiarà a través de les corbes de l'aplanat Mario Kart Stadium que porta una secció vertical anti-gravitatòria impressionant. Llavors Krysta també ha de seguir el consell del seu col·lega de portar-se bé al circuit de Wii Moo Moo Meadows. Al final de la presentació, els presentadors anunciaren un concurs els premis són productes únics relacionats amb el joc. Per participar, s'havia de publicar a Twitter un missatge com: «My favorite course in Mario Kart 8 is (el nom del circuit preferit del jugador). #NintendoMinute #MK8" abans del 6 de juny de 2014. Cinc persones llavors serien triades a l'atzar i cadascú guanyà: cinc banderes de Mario Kart 8, una rèplica de l'Spiny Shell i una figureta tridimensional mostrant el seu Mii sobre el seu kart. Els guanyadors van haver de respondre al Direct Mail que Nintendo envià per Twitter; l'enviament del seu codi QR del Mii en el seu correu electrònic.
Nintendo of America va llançar un repte el 16 de juliol a través del seu compte oficial de Twitter, i que volia saber quants corredors es poden colpejar opositors en un sol llançament amb el Boomerang. La data límit per a la presentació dels vídeos relacionats a aquest desafiament és el matí del 18 de juliol de 2014. Vuit guanyadors han estat elegits elegits per Nintendo, d'acord amb el nivell de creativitat i entusiasme amb què van respondre al desafiament, i ells guanyaran un Wii U Pro Controller i una targeta amb $ 35 de crèdit per a la eShop. Anteriorment hi va haver un altre anomenat «el millor ús dels Super Horn».
Nintendo Ibèrica va organitzar un torneig nacional de Mario Kart 8 en què se sortejaven fins a un miler d'euros en metàl·lic i diversos jocs en tornejos que duraven set setmanes, fins al juliol de 2015.

#### Esdeveniments amb demos del joc

##### Específics
Nintendo of America va anunciar el 12 de maig que duria a terme un esdeveniment especial en diverses botigues GameStop als Estats Units el 17 i 18 de maig de 2014. El públic que assisteixi més de 2.700 botigues seleccionades en aquests dies podrà provar una versió demo del tan esperat Mario Kart 8, i participar en un sorteig per fer un pòster exclusiu de la casa de joc.
Nintendo Espanya ofereix algunes botigues arreu del territori peninsular i insular per a poder provar Mario Kart 8; es poden veure les localitzacions a Facebook, que un dia després -el dia 21- s'actualitza i és disponible a Google Maps. Alguns lectors del lloc Blogocio, van jugar-lo en una de les botigues a la zona. Nintendo España també ha creat una llista de reproducció a YouTube sobre vídeos de Mario Kart 8.
Un grup de fans americans va tenir l'oportunitat de jugar a Mario Kart 8 en una pantalla de cinema, gràcies a un esdeveniment patrocinat per Nintendo en un teatre de la ciutat de Los Angeles.
En el matí del 29 de maig, es va celebrar una festa per celebrar el llançament de Mario Kart 8 al Nintendo World Store, la botiga oficial de Nintendo a Nova York. Un fan conegut com a KirbyGCN17 va gravar alguns dels millors moments de la festa de llançament de Mario Kart 8 a la Nintendo World Store.
Nintendo of America va anunciar el 2 de juny l'esdeveniment itinerant gratuït «Play Nintendo Tour 2014", que passà, durant tres mesos, per dotze ciutats als Estats Units.
Celebrant el llançament oficial de Mario Kart 8 a Amèrica del Nord, Nintendo of Canada va organitzar el Mario's Canadian Kart Day ("Dia del Canadà de Mario Kart"), el 31 de maig de 2014, a les ciutats de Mont-real i Toronto.
El joc es va poder provar al Holiday Mall Experience, on s'hi va dur un estand amb demos a setze centres comercials dels Estats Units del 24 de novembre al 21 de desembre de 2014.
El joc es va dur a l'esdeveniment itinerant Summer Tour britànic que va durar d'agost a setembre de 2015.

##### Fires
- Movie Comic Media (MCM) London Comic Con 2013 del 25 al 27 d'octubre de 2014, en l'estand «Nintendo Unleashed».[240]
- Madrid Games Week del 8 i el 10 de novembre de 2014, en l'stand «Wii U a la carta».[241]
- Jump Festa 2014 del 21 i 22 de desembre de 2013.[242]
- WonderCon 2014, del 18 al 20 d'abril de 2014 a,la ciutat d'Anaheim, a Califòrnia, EUA.[243]
- World Hobby Fair 2014.[244]
- MCM Comic Con de Londres (Regne Unit), del 23 al 25 de maig de 2014 en EXCEL London, Royal Victoria Docks. Qui va reservar-hi les edicions de Mario Kart 8 Premium Pack Mario Red o Luigi Green es va endur un trofeu únic de Mario Kart 7.
- World Hobby Fair '14 Summer del 28 i 29 de juny de 2014 a la ciutat de Chiba, Japó.[245]
- 15a Japan Expo, del 2 i el 6 de juliol al Paris Nord Villeprinte Exhibition Centre de París.[246]
- Oz Comic-Con 2014, de Melbourne (Austràlia) del 5 i 6 de juliol, en una zona especial creada per Nintendo al Royal Exhibition Building.[247]
- Hyper Japan 2014, de Londres, del 25 al 27 de juliol.[248]
- Power Up! Gaming Days del 13 al 15 d'abril de 2015.[249]
- Endemol's Legends of Gaming LIVE 2015, de Londres, del 4 al 6 de setembre de 2015. (hi participen usuaris famosos a YouTube)[250]
- MCM Comic Con de Londres (Regne Unit), del 22 al 24 de maig de 2015 en EXCEL London, Royal Victoria Docks.[251]
- Gamescom 2015, del 5 al 9 d'agost de 2015 a Colònia (Alemanya) (inclou torneig).[252]
- Insomnia 55, del 28 al 31 d'agost al Rocoh Arena, a la ciutat de Coventry (Regne Unit) (inclou torneig).[253]
- Legends of Gaming Live 2015, el 5 de setembre a l'Alexandra Palace, a Londres (Regne Unit) (inclou torneig).[253]
- EGX 2015, del 24 al 27 de setembre de 2015 a Birmingham, Anglaterra (Regne Unit) (inclou torneig dels 200cc).[254]

#### Altres
Una comunitat del joc a la xarxa social Miiverse va aparèixer dies abans del seu llançament.
Roger Langford, el Gerent de Marques del Regne Unit, al lloc MCVUK, va dir que promourien el seu post-llançament i que l'antigravetat s'havia de promocionar. En una entrevista amb MCV el 18 de maig de 2014, Langford va demostrar ser optimista davant l'èxit de Mario Kart 8, i el possible impuls de les vendes que el llançament del joc pot portar a la Wii U a tot el món i el seu horitzó. Langford va assenyalar que Mario Kart és una saga de videojocs assassina, recordant les innovacions i alta popularitat de clàssics anteriors, essent Mario Kart Wii el guanyador d'una posició envejable de joc de carreres de major venda a la història. Per assegurar que tots els ulls se centren en Mario Kart 8, Nintendo planejà llançar una important campanya de publicitat en els canals de televisió quan el joc arribés a les botigues el 30 de maig, però també per les xarxes socials, augmentant així la paraula de boca en boca eficaç. L'executiu també es va referir a la promoció que assegurava un joc digital de Wii U de franc per als compradors europeus de Mario Kart 8.
Destaca també l'aparició de molts anuncis promocionals emesos pel Japó, Amèrica del Nord i Europa.
La Nintendo Europa va demanar als fans que enviessin els seus millors cops en el mode Mario Kart TV. Se n'han realitzat aquests setmanalment, i el 29 de juliol es van mostrar els 5 millors de tots aquests concursos:
- El 31 de maig va començar i el 6 de juny es van publicar els sis guanyadors d'un concurs amb el lema d'"els millors cops en Mario Kart TV.[259]
- El 6 de juny va començar i el 13 de juny es van publicar els 10 guanyadors d'un concurs amb el lema d'"aquest mode jugant amb en Luigi", i explicar la raó del perquè és guanyador.[260]
- El 13 de juny va començar i el 21 de juny es van publicar els 12 guanyadors del concurs amb el lema «les millors fotografies en la línia de meta».[261]
- El 21 de juny va començar i el 28 de juny es van anunciar els 8 guanyadors del concurs amb el lema «millor ús dels ítems Boomerang Flower, Super Horn i Planta Piranya».[262]
- El 28 de juny va començar i el 3 de juliol es van anunciar els 8 guanyadors d'un concurs amb el lema «les situacions més divertides».[263]
- El 3 de juliol va començar i l'11 de juliol es van anunciar els 6 guanyadors d'un concurs que es basa en clips mostrant les millors situacions de «tornar al cim" durant la cursa, és a dir, quan s'és en una mala posició en la cursa i però d'alguna manera se les arregla per superar als seus oponents i fer-ho bé a la línia de meta.[264]
- L'11 de juliol va començar i el 31 de juliol es van anunciar els 4 guanyadors d'un concurs amb el lema «les millors derrapades».[265]
- El 20 de setembre va començar i el 26 de setembre es van anunciar els 3 guanyadors d'un concurs amb el lema «les millors habilitats amb els cotxes Mercedes-Benz».[266]
- El 26 de setembre va començar i el 4 d'octubre es van anunciar els 5 guanyadors d'un concurs amb el lema «amb en Yoshi al volant" (com més Yoshis colorits hi hagi a la pista, més possibilitats hi ha d'entrar a la llista de reproducció).[267]
- El 4 d'octubre va començar el concurs amb el lema «amb en Shy Guy al volant" (com més Shy Guys colorits hi hagi a la pista, més possibilitats hi ha d'entrar a la llista de reproducció).[268]

Un cartell promocional del videojoc de curses anti-gravetat Mario Kart 8 d'una de les botigues Walmart a Amèrica del Nord, que està a l'inrevés. La imatge, que va ser divulgada per un usuari del lloc de publicacions Reddit, també pot adonar-se que aquest és un cartell antic, ja que la data de llançament del joc encara es descriu com «Primavera 2014». Encara que sembla només un error comès per un empleat, també pot ser que en realitat és una broma creativa en referència als conflictes «posar el cap" de la joc.
El canal independent Family Gamer TV de YouTube promou diverses competicions familiars de Mario Kart 8.
La botiga oficial de Nintendo a Nova York (EUA) Nintendo World Store serà la seu d'un partit de torneig oficial de Mario Kart 8, que se celebrarà el 19 de juliol, a partir de les 14 hores a les 18h (hora local). Aquest serà el primer d'una sèrie de campionats mensuals que es realitzaran a la botiga per promoure el videojoc.
En el San Diego Comic-Con 2014 que s'inicià el 24 de juliol tindran lloc diversos tornejos en línia del joc. Algunes celebritats van passar per l'esdeveniment per promocionar el joc així com el San Diego Comic-Con i Super Smash Bros. for Nintendo 3DS i Wii U.
Es van realitzar tornejos especials a Internet del joc de l'1 al 3 d'agost com a desafiaments del Camp Miiverse, així com del 9 al 10 i el 16, el 17 i el 18. També es va organitzar un concurs per entrar dins una llista de reproducció en la comunitat Miiverse Monster Mansion fins al 2 de novembre de 2014 sobre el circuit «Mansión retorcida». Tom i Amy protagonitzen un vídeo exemple. El 28 de novembre es va realitzar un de la comunitat Miiverse Turkey Fest Coommunity, i el 27 d'octubre de 2015 a la comunitat de Halloween «Monster-a-thon».
Nintendo va llançar el 7 d'agost el primer episodi d'una nova seva sèrie web anomenada «Mario Kart 8 From the Pit", on Andrew parla sobre els quatre nous ítems del joc: el Boomerang Flower, la Piranha Plant, el Super Horn i el Crazy Eight. El dia 15 va sortir el segon capítol en què es va parlar sobre els nous personatges, Mario Kart TV i la personalització dels karts. El dia 21 va sortir el tercer, parlant sobre l'acceleració. El 16 d'octubre va sortir el quart parlant d'ús correcte d'ítems. El 31 d'octubre va sortir el cinquè tractant dreceres. El 3 de desembre tractava combinacions del mode versus.
Mario Kart 8 apareixia en un vídeo llançat per la divisió nord-americana de Nintendo on es mostraven els jocs amb components nadalencs. A més, segons un vídeo del Dia de Sant Valentí publicat per la Nintendo americana el 5 de febrer de 2015, diu que el joc inspira la frase «I wheelie like you!" ("condueixo com tu!").
En una entrevista l'1 de febrer de 2015 a Conan O'Brien, de l'emissora americana NBS, Marshawn Lynch, el running back de l'equip de futbol americà Seattle Seawhawks, va dir que li agradava jugar a Mario Kart, concretament amb en Toad. Nintendo no va desaprofitar l'ocasió, ja que un jugador d'un equip que representa Seattle que és on se situa la seu de Nintendo of America, així que va publicar un missatge a Twitter referint-se a les seves paraules (i fent veure que «Mario Kart" és Mario Kart 8), i «anticipant" qui guanyaria en les Super Bowl 2015 del dia 2, en què es disputava el campió de futbol americà entre el Seattle Seawhawks i New England Patriots.
El 23 d'abril la Nintendo del Regne Unit va publicar una transmissió en línia mostrant partides dels nous modes 200cc i de l'Animal Crossing x Mario Kart 8, entre Ashley Day, Gerent de Xarxes Socials, i James Bowden, Gerent de Comunitat.
Es va escoltar el tema del circuit Animal Crossing i de Big Blue disponibilitzat amb el paquet de DLC Animal Crossing x Mario Kart 8 a la eShop de Wii U europea durant uns dies posteriors al llançament.
Moltes vegades es parla sobre el joc en la sèrie web The Cat Mario Show. També han sortit pins temàtics sobre el joc a l'aplicació Nintendo Badge Arcade (3DS eShop).
Va ser el joc més valorat entre dos mil aficionats britànics a data de 6 de juny de 2015 segons la Nintendo britànica i amb motiu d'un vídeo que el va mostrar al maig.
El desembre de 2015 es va emetre al canal nord-americà Disney XD un torneig amb la participació de «YouTubers».
Segons un comunicat de la mateixa marca de galetes Tosta Rica (de Cuétara), van estar disponibles per un temps limitat paquets de galetes amb dibuixos de pilots de Mario Kart 8 i companyia a la península Ibèrica durant el gener de 2016.

### Llegat i controvèrsia

#### Mirada de la mort d'en Luigi

La «mirada de la mort d'en Luigi».

La «mirada de la mort d'en Luigi" (Luigi's death stare) és un fenomen d'Internet que descriu l'expressió facial automàtica mostrada per Luigi, un dels personatges jugables i el principal co-estrella de la franquícia Mario, cap a altres personatges a l'atacar durant una carrera. Va aparèixer en diversos vídeos virals de YouTube i animacions GIF, i el fenomen va ser cobert per Fox News a principis de juny de 2014. D'altra banda, la mirada fixa de la mort de Luigi va ser reconegut per Nintendo durant el seu Nintendo Digital Event a l'E³ 2014. Venture Beat va elogiar el maneig de Nintendo del fenomen assenyalant que «d'entrada era una manera polida de reconèixer la cultura del fan sense haver d'allunyar-se'n" Els seus creadors són CZBwoi i Rizupicorr.
Nintendo té control del fenomen, ja que en el Facebook de Mario Kart, ha publicat dos vídeos dels germans Benny i Rafi (que produeixen vídeos còmics que han cridat l'atenció de Warner Bros., Comedy Central, BBC America i MTV, i també han rebut èxit a YouTube pel canal TheFineBros.) que mostren l'actuació dels nens respecte al fenomen.

#### "Fire Hopping"
El «Fire Hopping" és el nom que s'ha donat a una tècnica només present en Mario Kart 8 en què mitjançant uns petits salts es pot anar a més velocitat. Està expressament afegit. A partir de la versió 4.0 en el mode 200cc és pràcticament inútil el seu ús.